# 熊本放送
株式会社熊本放送（くまもとほうそう、英: RKK Kumamoto Broadcasting Co., Ltd.）は、熊本県を放送対象地域とした中波放送（AM放送）事業とテレビジョン放送事業を行っている、特定地上基幹放送事業者である。
略称はRKK、1961年（昭和36年）までの社名「ラジオ熊本」（Radio Kumamoto K.K.）に由来する。

## 概要
テレビはJNN系列、ラジオはJRN系列とNRN系列のクロスネットである。系列新聞は熊本日日新聞（ニュース名称「熊日ニュース」）。ラジオ局のコールサインはJOBF。テレビ局のコールサインはJOBF-DTV。予報業務許可事業者である。
テレビ電波は佐賀県のほとんど、長崎県の島原半島等一部、福岡県の筑後地方等一部、大分県の一部、宮崎県の一部、鹿児島県の一部（出水市・阿久根市など）などにも届いている。ラジオは全中継局同一周波数放送のため、夜間は西日本の広い範囲で聴取可能だが、同じ九州内のRKBラジオ北九州中継局と同一周波数の福岡県北東部やLuckyFM茨城放送水戸本局、およびSTVラジオの旭川、名寄、留萌、遠別、稚内各送信所と同一周波数の東日本では聴取困難。

3代目ロゴ（1984年4月から2023年3月まで使用）
2013年からは4代目ロゴと併用。

4代目ロゴ（2013年1月から2023年3月まで使用）

3代目のロゴマークは、1984年（昭和59年）4月1日に採用され、2012年（平成24年）12月31日までは単独で使われていた。4代目ロゴの使用開始後も社内では正式なロゴとして扱われ、社旗や社屋看板に中継車などで使用されていた。また、地上デジタル放送開始前までは、コールサインも独自の書体が用いられ、ベリカードやテレビの放送開始・終了時に表示されていた。2022年（令和4年）4月18日からTBS NEWS DIGが運用開始されたことに伴ってJNN加盟局サイト内のニュース配信ページが集約されたため、RKK NEWS DIGも運用開始されたがRKK部分のロゴにはこのロゴを採用している。
2013年（平成25年）1月1日、開局60周年を機に、新たなロゴマークが略称・和文社名ともに制定されたが、ホームページ上では、和文ロゴは初日の1月1日に、同局のページにリンク直後、通常のトップページにジャンプする前の数秒間表示された同日14:30 - 17:39放送の開局60周年記念特別番組「お正月だよ!あしたがR!」告知で使われたのみである一方、元々使用頻度の高い略称ロゴは常時左上に表示されている。
2023年（令和5年）4月1日、開局70周年を機にブランドロゴを刷新する。同社のニュースリリースによると、新たなパーパスも策定されている。『正しい情報で人々に安心を。楽しさと感動で熊本を明るく。』このパーパスに含まれる「正しさ」と「楽しさ」、また異なる要素の融合や調和の象徴として青と緑が融合した色に「フュージョングリーン」という名称を与え、同社のブランドカラーとして展開するとしている。また、70周年のタグラインは「それ、超えていこう。」さまざまな困難を一時的に乗り越えるのではなく”超”えることでワンステップ上へ、という思いが込められている。
TBS系列の古参局ではあるが、大株主には文化放送やニッポン放送が名を連ねている。

## 本社所在地
〒860-8611 熊本市中央区山崎町30番地
熊本市電慶徳校前電停徒歩3分
社屋は森鷗外の小説「阿部一族」で知られる侍屋敷跡地に建てられた。1953年（昭和28年）の開局時は熊本市上通町（現在の熊本市中央区上通）の熊本日日新聞本社（現在のびぷれす熊日会館の地）に所在し、1959年（昭和34年）のテレビ開局を機に現在地へ移転した。1999年（平成11年）に同一敷地内に建設した新社屋完成後も旧社屋の建物は残り、RKK学苑の事務所として使われていたが、RKK学苑の運営終了後に解体、跡地は関係者用駐車場に転用された為現存しない。

### 支社
- 東京支社：東京都港区赤坂2丁目5-8 ヒューリックJP赤坂ビルSPACES赤坂5階
- 大阪支社：大阪市中央区堂島2丁目1-43 紀陽ビル5階
- 福岡支社：福岡市中央区天神1丁目13-2 興銀ビル8階[5]

## 沿革

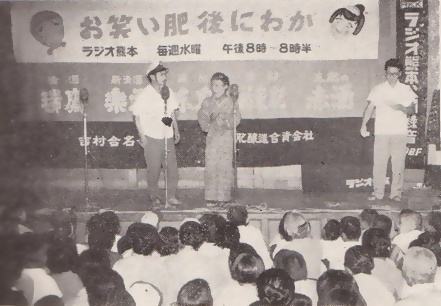
『お笑い肥後にわか』の公開録音（ラジオ熊本時代）

1951年（昭和26年）以降、日本国内においても民間放送局が相次いで開局した。熊本においては、熊本日日新聞社の伊豆富人社長が1953年（昭和28年）1月4日の新年初頭あいさつにおいて「郷土熊本の産業・文化の向上」を目的としたラジオ局の設立構想を提案した。これが各方面から賛同を得られ、開局に向けて準備が進められたが、創立総会の開催予定日であった6月29日の3日前（26日）に白川大水害が発生。創立総会は予定通り開催されたものの、スタジオの設置予定場所であった熊本日日新聞本社・旧館3Fは使用できなくなった。
企業（ラジオ熊本）としては7月11日に登記がなされ、8月1日に予備免許交付、9月18日より試験電波を発射し、10月1日に熊本市池田（現在の熊本市西区池田）から本放送を開始（開局）した。完成が遅れていた熊本日日新聞社のスタジオは10月27日から使用を開始した。熊本日日新聞が営業・宣伝面においても密接に関わっていたことから、ラジオ開局当初はRKKのことを「熊日ラジオ」、すなわち熊日新聞のラジオ部門と県民に認識されていたというエピソードがある。
- 1953年（昭和28年）
  - 7月11日 ラジオ熊本株式会社（RKK）設立。
  - 8月1日 ラジオ予備免許交付。
  - 9月18日 ラジオ試験電波発射。
  - 9月27日 ラジオ本免許交付。
  - 10月1日 全国21番目（ラジオ山陽、ラジオ香川、ラジオ南海、ラジオ大分と同日）にラジオ放送開始。
- 1956年（昭和31年）1月9日 テレビ放送局免許申請。
- 1957年（昭和32年）10月22日 アナログテレビ予備免許交付。
- 1959年（昭和34年）4月1日 アナログテレビ放送開始。
- 1960年（昭和35年）6月15日 佐賀県からの要望を受けるかたちで佐賀支局を設置[7][8]。佐賀県に加え、福岡県筑後地方の取材を担当。
- 1961年（昭和36年）6月1日 株式会社熊本放送に社名変更。
- 1965年（昭和40年）5月 ラジオネットワーク、JRNに加盟[9]。
- 1966年（昭和41年）10月1日 カラー放送開始[10]。
- 1967年（昭和42年）9月6日 TBSとのテレビネットワーク協定を締結[11]。
- 1971年（昭和46年）4月 - 八代支局を新設[12]。
- 1972年（昭和47年）10月2日 テレビ・初の生ワイド番組『あなたの10：30AM』（月曜 - 金曜 10:30 - 11:30）放送開始[13]。
- 1973年（昭和48年）11月29日 熊本・大洋デパート火災の報道特別番組をJNN系列で全国放送。
- 1974年（昭和49年）
  - 4月14日 佐賀支局閉鎖。佐賀県にサガテレビ（STS、フジ系列）が開局した上に、福岡県のテレビ局が増えたため[14][15]。
  - 10月 ラジオカー「ミミー」導入[16]。トヨタ・セリカ3台を導入し運用開始され、2025年まで3台体制で運用された。

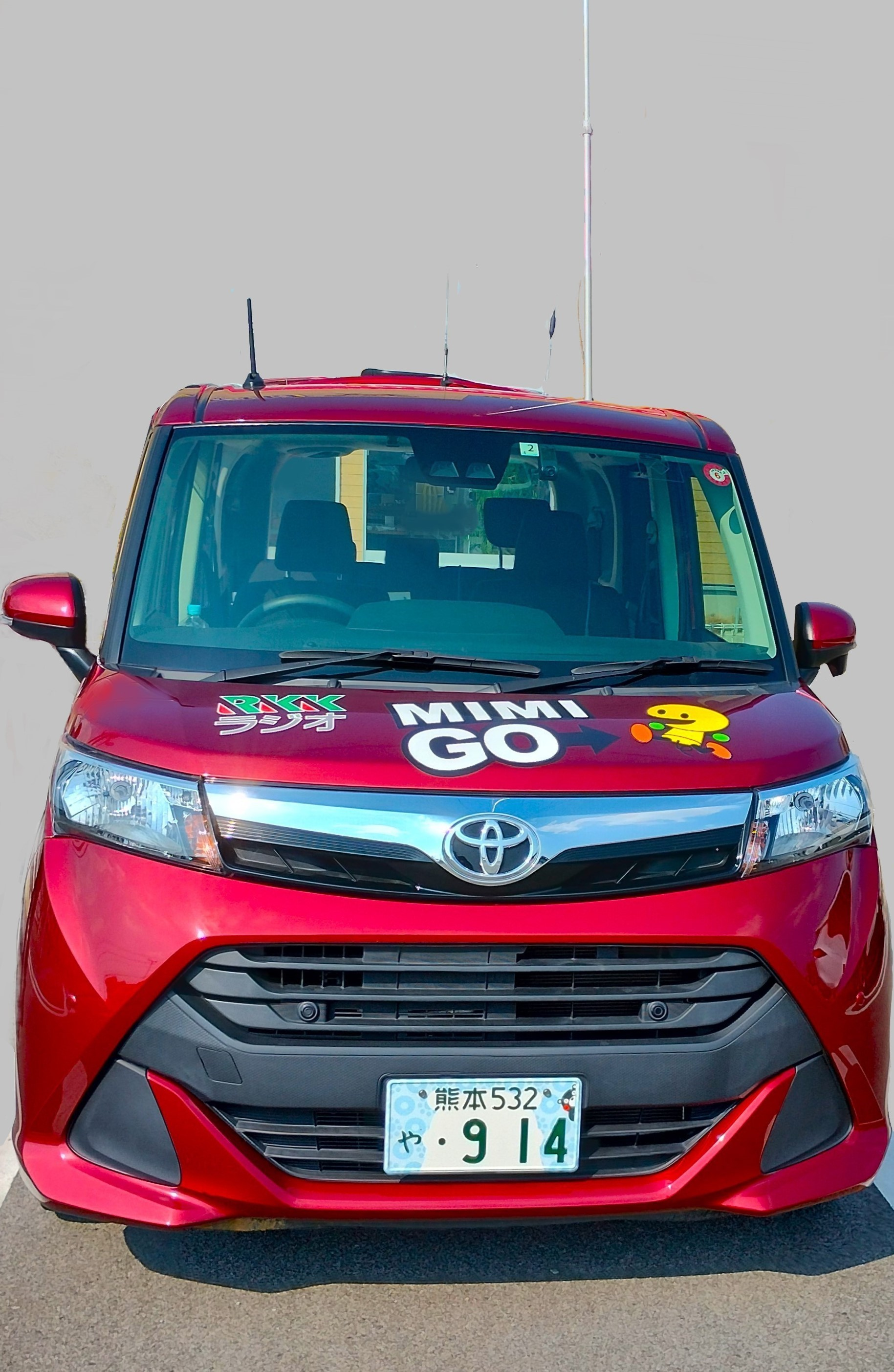
2023年10月現在のミミー1号（2019年春導入、ロゴ変更前の2023年2月撮影）。当該車含む2014年以降の導入車は、ワイドFMの周波数に因む「・914」の希望ナンバーを取得している。
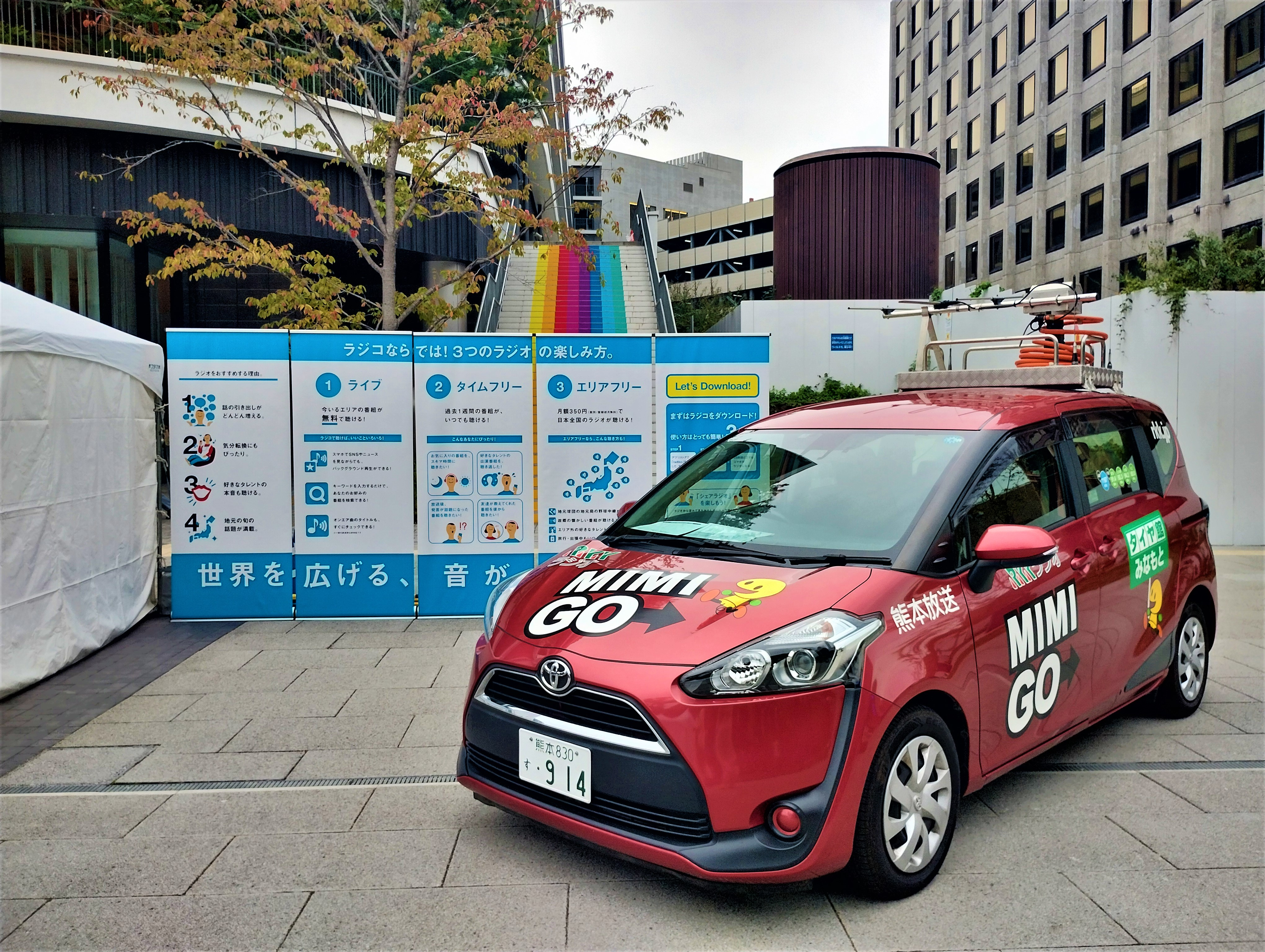
2023年10月現在のミミー2号車（2018年導入、ロゴ変更前の2022年10月撮影）。自動伸縮ポール付八木・宇田アンテナを装備している為8ナンバーで「・914」の希望ナンバーを取得している。
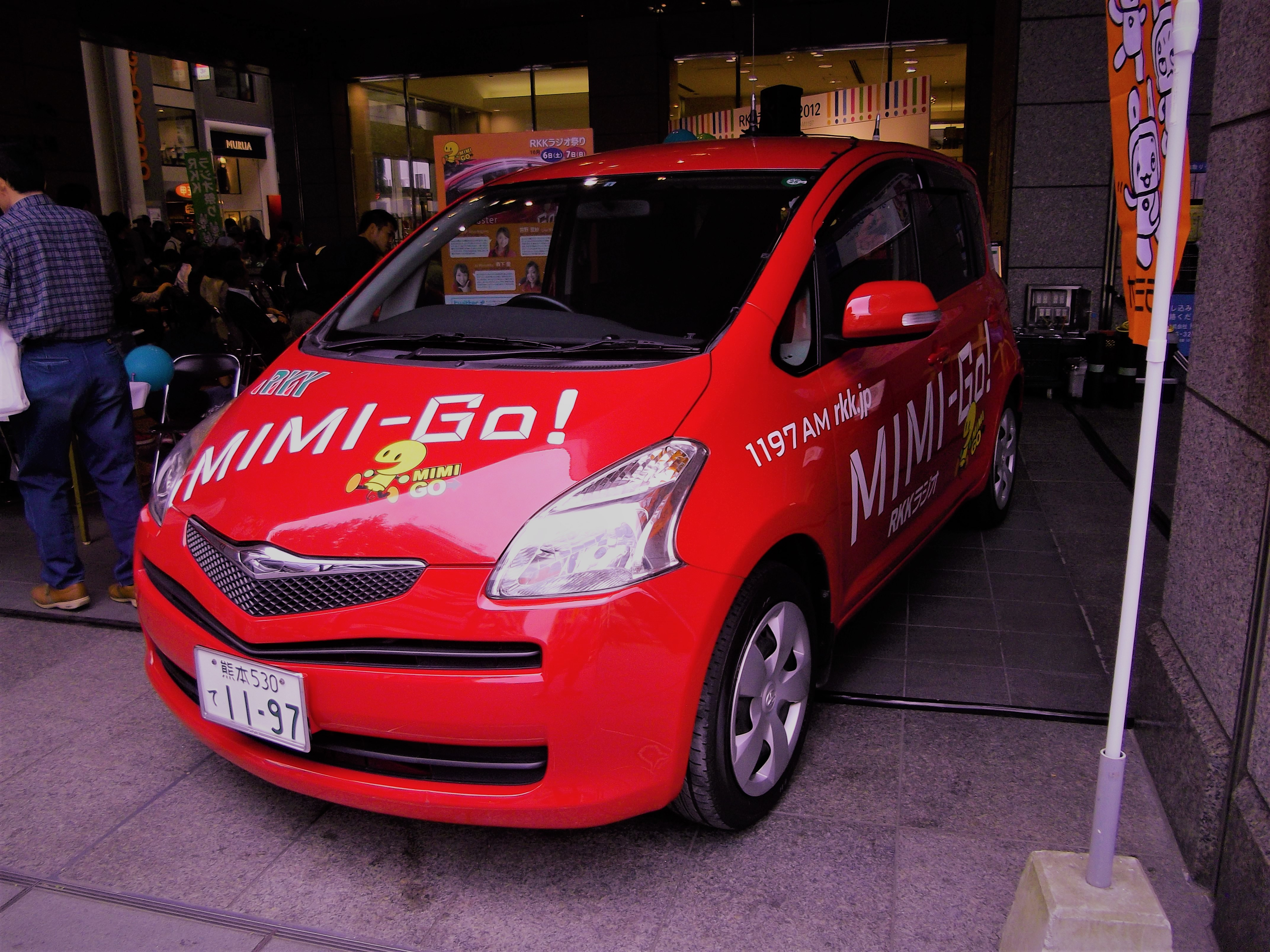
2006年から2019年まで使用されたミミー1号。AMの周波数にちなみ「11-97」の希望ナンバーを装着する。アンテナはホイップアンテナ。
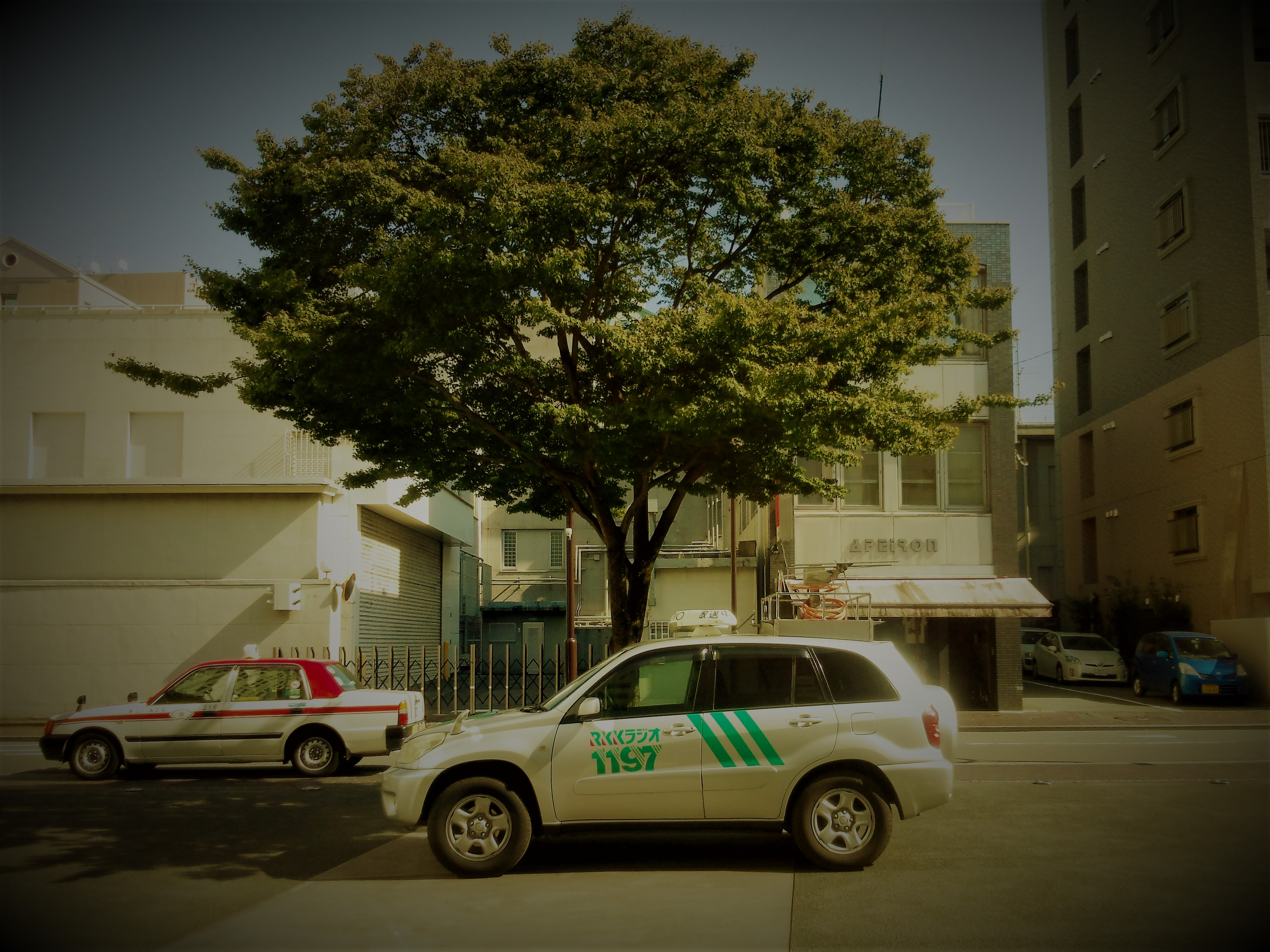
2004年頃から2018年春まで使用されていたミミー2号車。現在の2号車同様、自動伸縮ポール付八木・宇田アンテナを装備する為8ナンバーで、こちらも「11-97」の希望ナンバーをとっていた。
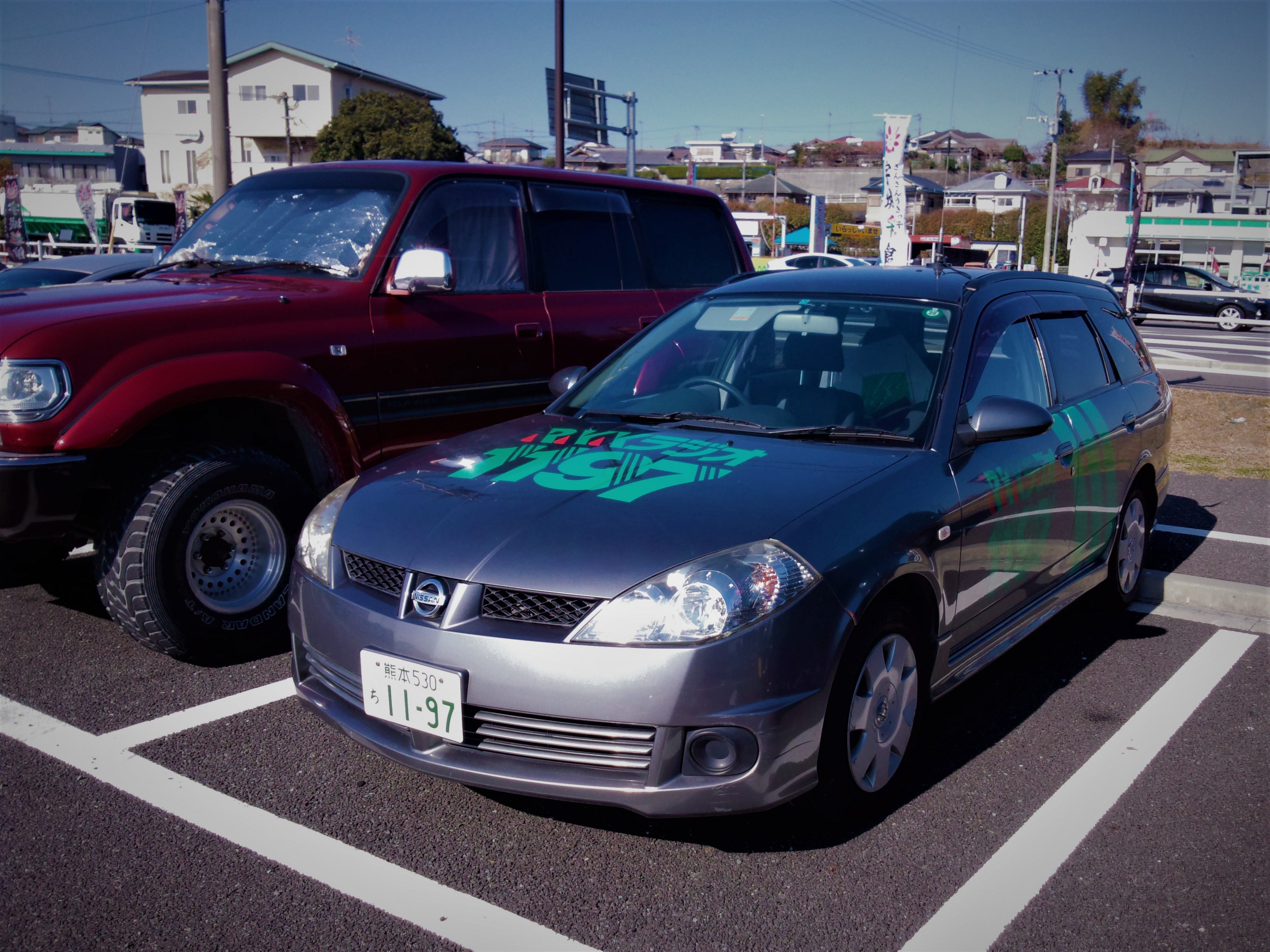
2003年頃から2015年まで使用されたミミー3号車。アンテナはホイップアンテナ。元2号同様に、営業車等と共通のカラーリングで、この車両以降「11-97」の希望ナンバーとなった。2014年末に日産・ジュークに代替されたが、こちらも2017年末に事故廃車となっている。

- 1976年（昭和51年）4月5日 RKK・熊日新聞の共同制作としてワイドニュース「RKKワイド6」を開始[17]。
- 1978年（昭和53年）11月23日 AMラジオ周波数の全国一斉変更に伴い、熊本本局の周波数が1200kHzから1197kHzに変更。
- 1983年（昭和58年）
  - 1月13日 アナログテレビ放送において音声多重放送を開始[18]。
  - 10月 ラジオ同期放送開始（ラジオ中継局（荒尾、阿蘇、御所浦）の周波数が本局と同じ1197kHzに統一された）[19]。
- 1984年（昭和59年）
  - 4月1日 コーポレートアイデンティティ（CI）を導入し、3代目ロゴマークを制定[注 1][20]。
  - 10月1日 イメージソング「みどりの周波数」制定[21]。
- 1989年（平成元年）10月1日 RKKテレビが熊本朝日放送 (KAB) の開局に伴いTBS系フルネット局となる。
- 1992年（平成4年）熊本県民テレビ（KKT）と共同で「こちらRKKT」を2局同時放送。
- 1993年（平成5年）10月1日 開局40周年。RKKラジオ熊本本局を熊本市池田（現在の熊本市西区池田）から西合志町（現在の合志市）へ移転。AMステレオ放送開始[22]。
- 1994年（平成6年）
  - 4月 テレビの自社制作番組『週刊山崎くん』放送開始
  - 11月 中国・広西電視台と姉妹局の提携調印（研修団の相互交換が始まる）。
- 1996年（平成8年）6月 インターネット公式サイトオープン。当初はTBSのサーバー上で運営されていた[23]。
- 1999年（平成11年）8月2日 新社屋完成。総工費は65億円。1997年2月から建設を進め、事務棟（8階建て）は1998年3月、スタジオ棟（3階建て）は1999年8月に完成した[24]。
- 2000年（平成12年）4月 インターネットラジオ放送開始。
- 2001年（平成13年）
  - 3月 ローカルニュースのインターネット動画配信開始。
- 2002年（平成14年）4月 テレビの自社制作番組『RKKワイド夕方いちばん』放送開始。
  - KKT『テレビタミン』、TKU『TKUスーパーニュースぴゅあピュア』（夕方いちばんと同日開始）と自社番組同士での激戦となる[25]。なお、2002年度上半期における平均視聴率はRKK 4.4 %、KKT 9.0 %、TKU 4.3 % であった[26]。
- 2003年（平成15年）10月 開局50周年。
- 2004年（平成16年）5月第2週 - テレビ『夕方いちばん』の視聴率が、KKT『テレビタミン』を上回る6.8%を記録する[27]。
- 2005年（平成17年）
  - 1月 ラジオ「AMへかえろう」キャンペーン開始
  - 4月 - キャッチコピーを「グッと!RKK」に変更[28]。
  - 10月29日 - 韓国・蔚山文化放送（蔚山MBC）と友好調印[26]。この後、2010年に熊本市と蔚山広域市が友好協力都市を締結している。
  - 11月15日 - 地上波デジタルテレビ放送予備免許を取得[29]。
- 2006年（平成18年）
  - 1月 ラジオの環境キャンペーン「HERB-PROJECT（ハーブ・プロジェクト）」スタート
  - 2月 RKK Podcasting Station（ポッドキャスト）開始
  - 3月 ハイビジョン第一中継車を導入
  - 6月28日 テレビ放送の心臓部（マスター）を、アナログ・デジタル統合マスターへ更新（東芝製）。
  - 9月 新キャラクター「あるぽ」誕生[30]。
  - 11月1日 地上波デジタル放送試験放送開始[31]。
  - 12月1日 地上波デジタル放送本放送開始。当初は100Wでの送信で、2007年1月に定格出力の1kWへ増力した[31]。
- 2008年（平成20年）
  - 1月28日 - テレビ・報道関係のハイビジョン対応が完了[32]。
  - 9月28日 - この日を以ってRKKラジオ熊本本局のAMステレオ放送を終了。
- 2009年（平成21年）
  - 1月 熊本県知事の年頭会見をワンセグ独立放送（熊本県内初）。
  - 2月 「熊日30キロロードレース」をワンセグ中継（熊本県内初）。
  - 4月1日 テレビ開局50周年を迎える。「RKKカルチャーセンター（旧・くまもと社会保険センター）」オープン。
  - 6月 ECサイト「RKKショッピング」オープン。
  - 7月 「熊本日食ライブ」インターネット生中継。Twitter投入。
  - 8月 ラジオ番組「塚原まきこの福ミミラジオ」「小松士郎のラジオのたまご」でTwitter開始。
  - 10月 ラジオ「大人は耳で育つ。」キャンペーン開始。
- 2010年（平成22年）
  - 2月 RKKラジオのポッドキャストをiTunes Storeで配信開始。
  - 3月 木村和也アナウンサーのTwitterスタート。RKK学苑とRKKルーデンステニスクラブのサイトリニューアル。
- 2011年（平成23年）7月24日 - アナログテレビ放送を終了。
- 2012年（平成24年）1月30日正午 - radikoによるRKKラジオの実用化試験配信を開始[33][34][35]。
- 2013年（平成25年）
  - 1月1日 - 開局60周年を機に、4代目ロゴマークを制定[注 2]。
  - 4月1日 - 住民情報サービス「デタポン」がスタート
  - 10月1日 - 開局60周年。
- 2015年（平成27年）9月2日 - FM補完中継局の予備免許を受ける[36]。
- 2016年（平成28年）
  - 3月31日 - 「RKK学苑」営業終了・閉館[37]。
  - 5月1日 - FM補完中継局の本放送開始[38]。
- 2019年（平成31年／令和元年）
  - 3月28日 - RKK BOYS＆GIRLSキャンペーンがJNNネットワーク協議会賞を受賞
  - 4月1日 - テレビ開局60周年を迎える。この日より、同年10月1日に開局30周年を迎える熊本朝日放送（KAB）との共同企画「RKKAB」を展開[39]（2020年3月迄）。
- 2020年（令和2年）
  - 2月1日 - 「RKKAB」の企画の一つとして、この年3月22日に投開票が予定されていた熊本県知事選挙への立候補予定者によるウェブ討論会を開催、YouTubeで生配信を行った[40][41]。
- 2021年（令和3年）
  - 3月31日 - 「RKKカルチャーセンター」閉館[42]。
- 2022年（令和4年）
  - 10月15日 -「RKKまつり」3年ぶりのリアル開催で2日間の来場者11万5,000人を記録
- 2023年（令和5年）
  - 4月1日 - 開局70周年を機に「パーパス」を策定、それに伴いCIを導入し新しいブランドロゴマーク（5代目）を刷新する[4]。またブランドロゴカラーを「フュージョングリーン」に一新。新たなキャッチコピーに「それ、超えていこう。」を導入する。
  - 10月1日 - 開局70周年。
  - 10月15日 -「RKKまつり」開催で2日間の来場者が14万人を記録
- 2024年（令和6年）
  - 3月13日
    - 『水曜だけど土曜の番組』がJNNネットワーク協議会賞を受賞

  - 2月5日
    - ラジオ、荒尾AMラジオ中継局を停波（翌（2025）年1月31日まで。FM転換を見据えた総務省実証実験としてAM停波による社会的影響を検証するため。その期間、FM、またはワイドFM放送で代替放送を行う）[43][44]。
    - 上記の停波のニュースを同社のニュースで報じた際に、ラジオ放送を2028年度頃に、県内全域でAM放送を停止し、FM放送に切り替える予定であることを発表[45][46]。

  - 6月27日
    - イベント情報やグッズストアなどを網羅した「RKKのアプリ」をリリース

  - 9月19日
    - 『真実を求めて～免田事件が問いかけるもの～』で2024年日本民間放送連盟賞ラジオ報道番組優秀賞を受賞[47]

  - 11月
    - テレビ終夜放送開始

### 社史・記念誌関連
- 1964年（昭和39年）10月 熊本放送10年史を発行（熊本放送・編、264ページ）[48][49]。
- 1973年（昭和48年） 熊本放送20年史を発行（熊本放送・編、269ページ）[50]。
- 1984年（昭和59年）熊本放送三十年史を発行（熊本日日新聞情報文化センター・編、152ページ）。
- 1994年（平成6年）6月 熊本放送40年史を発行（熊本日日新聞情報文化センター・編、170ページ）。
- 2004年（平成16年）6月 熊本放送50年史を発行（熊本放送・編、217ページ）。
- 2014年（平成26年）6月 熊本放送60年史を発行（熊本放送・編、123ページ）。

## RKK主催のイベント
- くまもとホームページコンテスト（略してHPC）
- RKK女子駅伝競走大会（毎年2月 建国記念の日[注 3]、熊本県民総合運動公園陸上競技場KKWING）
「ライオンスポーツスペシャル」のサブタイトルが付けられており、同社の冠大会であり、それ自体は一社提供[注 4]。ライオンちゃんとあるぽが重要な場面で同時に立つ。
- RKKこどもスケッチ大会（毎年4月、熊本市動植物園・八代城跡・人吉城跡）
- RKK旗争奪選抜高校野球大会（毎年5月、藤崎台県営野球場）
- RKK招待高校野球大会（毎年5月、藤崎台県営野球場）
- RKK旗学童軟式野球大会（毎年8月、RKKグリーンパーク・熊本市水前寺野球場）
- みなまた未来コンサート海恋物語（毎年8月、水俣市エコパークみなまた）
- RKKあしたがR!パーク（毎年10月、土日の2日間開催[注 5]、熊本交通センター・センターコート及び花畑公園横駐車場）
2012年（平成24年）まで毎年10月に同会場で開催されていた「RKKラジオ祭り」[注 6] が同年毎年9月にグランメッセ熊本で開催されていた「Yes!RKK LongLife」を吸収統合したイベントで、開局60周年を迎えた2013年（平成25年）から開催されている。
- Yes!RKK SPORTS（毎年10月[注 7]、熊本県民総合運動公園KKWING、パークドーム熊本周辺、熊本県立総合体育館）
- RKK小中学校器楽合奏コンクール（毎年10月、熊本県立劇場）
- RKK学童駅伝（毎年12月、熊本県民総合運動公園陸上競技場KKWING）
- RKKきらきらファクトリー（毎年12月、花畑公園）

## 資本構成
企業・団体は当時の名称。出典：

### 2021年3月31日時点
| 資本金 | 発行済株式総数 | 株主数 |
| ------ | -------------- | ------ |
| 2億円  | 40,000株       | 128    |

| 株主           | 株式数  | 比率   |
| -------------- | ------- | ------ |
| 熊本日日新聞社 | 4,000株 | 10.00% |
| 昭和社         | 3,791株 | 09.47% |
| 熊本放送共栄会 | 3,178株 | 07.95% |
| 肥後銀行       | 2,000株 | 05.00% |
| 熊本銀行       | 1,466株 | 03.66% |
| 九州電力       | 1,200株 | 03.00% |
| 文化放送       | 1,200株 | 03.00% |

## ラジオ

### ラジオ放送所
| AM放送 | AM放送   | AM放送     | AM放送 | AM放送 |
| 親局   | 周波数   | 空中線電力 | 呼出符号 | 備考 |
| ------ | -------- | ---------- | --- | --- |
| 熊本   | 1197kHz  | 10kW       | JOBF | 予備免許は1953年8月1日、本免許は9月26日取得。10月1日放送開始。当初は熊本市池田に所在し1140kHz・出力1kWで送信していたが、VOAマニラ局（フィリピン）が同一周波数でかつ1000kWの高出力で送信していたことにより県内でも混信があった。このため1954年5月1日に周波数を1100kHzに変更。1959年7月1日に出力を昼5kW・夜3kWに増力した。1962年10月1日に送信所が無人化され同時に周波数を1200kHzに変更し、出力は終日5kWとなった。1978年11月23日に現在の周波数に変更。1993年10月1日に送信所を菊池郡西合志町（現在の合志市）に移転し、出力を増力しAMステレオ放送を開始した。中波放送のAMステレオ放送開始は、ローカル局初であった（その後、山陽放送〈ラテ兼営〉や和歌山放送〈AM単営〉などが追随した）が、中継局では実施されず、15年後の2008年9月28日に終了した。 |
| 中継局 | 周波数   | 空中線電力 | 呼出符号 | 備考 |
| 人吉   | 1197 kHz | 1 kW       | JOBL（廃止） | 1956年10月1日に1060kHz・出力100Wで開局、1978年11月23日に周波数を1062kHzに変更。送信所敷地が九州自動車道のルートと重なったことから1984年10月1日に現在地へ移転し、現在の周波数に変更（同期放送の開始）し、同時に出力を増力された。 |
| 御所浦 | 1197 kHz | 1 kW       | | 1968年6月1日に開局した水俣局（1530kHz・100W）を1980年12月19日に御所浦島に移転・現在の出力へ増力したもの。 |
| 荒尾   | 1197 kHz | 100W       | 熊本局との同期放送開始までは1557kHzで送信。 2013年に敷地内に太陽光パネルを設置し、同年10月より稼働を開始。 2024年2月5日より2025年1月31日まで運用休止。中継局廃止の可能性あり。 | |
| 阿蘇   | 1197 kHz | 1 kW       | 熊本局との同期放送開始までは1530kHzで送信。 | |
| 南阿蘇 | 1197 kHz | 100W       | | |
| 蘇陽南 | 1197 kHz | 100W       | | |
| 蘇陽北 | 1197 kHz | 100W       | | |
| 小国   | 1197 kHz | 100W       | | |
| 河浦   | 1197 kHz | 100W       | 河浦局の送信設備は河浦町（平成の大合併後は天草市）の財産である。 | |
| FM放送 |          |            | | |
| 中継局 | 周波数   | 空中線電力 | 呼出符号 | 備考 |
| 熊本   | 91.4 MHz | 810W       | | 2015年9月2日予備免許交付、 2016年5月1日 13:00に本放送開始。 |
| 人吉   | 92.3 MHz | 50W        | 2017年2月1日本放送開始・開局。 | |
| 水俣   | 94.2 MHz | 100W       | 2017年2月1日本放送開始・開局。 | |
| 阿蘇   | 92.3 MHz | 3W         | 2021年2月1日本放送開始・開局。 | |
| 水上   | 80.0 MHz | 2W         | 2019年5月1日本放送開始・開局。 | |

### 放送時間
5:00起点の24時間放送であるが、月曜0:29-4:55は放送休止。九州・沖縄地方のAMラジオ局ではもっとも日曜日付けの放送終了時間が早い。

### 現在放送中の番組
2025年4月時点。詳細は、公式サイトのラジオ番組表または基本番組表を参照。
自社制作番組は太字。

#### 平日
| 時 | 分 | 月曜日 | 火曜日 | 水曜日 | 木曜日 | 金曜日 |
| -- | -- | --- | --- | --- | --- | --- |
| 5  | 00 | 5:00 おもいでの洋楽HITS | 5:00 おもいでの洋楽HITS | 5:00 おもいでの洋楽HITS | 5:00 おもいでの洋楽HITS | 5:00 おもいでの洋楽HITS |
| 5  | 10 | 5:10 心のともしび | 5:10 心のともしび | 5:10 心のともしび | 5:10 心のともしび | 5:10 心のともしび |
| 5  | 15 | 5:15 健やかインフォメーション | 5:15 小倉・IMALUの〇〇玉手箱 | 5:15 小倉・IMALUの〇〇玉手箱 | 5:15 元気スイッチ | 5:15 Buy Now |
| 5  | 30 | 5:30 Brand-New Morning（TBSラジオ） | 5:30 Brand-New Morning（TBSラジオ） | 5:30 Brand-New Morning（TBSラジオ） | 5:30 Brand-New Morning（TBSラジオ） | 5:30 Brand-New Morning（TBSラジオ） |
| 6  | 00 | 5:30 Brand-New Morning（TBSラジオ） | 5:30 Brand-New Morning（TBSラジオ） | 5:30 Brand-New Morning（TBSラジオ） | 5:30 Brand-New Morning（TBSラジオ） | 5:30 Brand-New Morning（TBSラジオ） |
| 6  | 30 | 6:30 河村通夫の大自然まるかじりライフ （マール）                                                                                                | 6:30 河村通夫の大自然まるかじりライフ （マール）                                                                                                | 6:30 河村通夫の大自然まるかじりライフ （マール）                                                                                                | 6:30 河村通夫の大自然まるかじりライフ （マール）                                                                                                | 6:30 河村通夫の大自然まるかじりライフ （マール） |
| 6  | 40 | 6:40 RKK れこお堂 | 6:40 RKK れこお堂 | 6:40 RKK れこお堂 | 6:40 RKK れこお堂 | 6:40 RKK れこお堂 |
| 6  | 45 | 6:45 ジミー入枝のドゥーアップ・ステーション（南日本放送）                                                                                       | 6:45 うまいもの見っけ!!（かしわプロダクション）                                                                                                 | 6:45 健やかインフォメーション | 6:45 解決!知っ得プレミアム | 6:45 納得健康15分 |
| 7  | 00 | 7:00 Wakey Wakey! ▽7:15 情報宝島（ニッポン放送） ▽8:00 話題のアンテナ 日本全国8時です（TBSラジオ） ▽8:30 武田鉄矢・今朝の三枚おろし（文化放送） | 7:00 Wakey Wakey! ▽7:15 情報宝島（ニッポン放送） ▽8:00 話題のアンテナ 日本全国8時です（TBSラジオ） ▽8:30 武田鉄矢・今朝の三枚おろし（文化放送） | 7:00 Wakey Wakey! ▽7:15 情報宝島（ニッポン放送） ▽8:00 話題のアンテナ 日本全国8時です（TBSラジオ） ▽8:30 武田鉄矢・今朝の三枚おろし（文化放送） | 7:00 Wakey Wakey! ▽7:15 情報宝島（ニッポン放送） ▽8:00 話題のアンテナ 日本全国8時です（TBSラジオ） ▽8:30 武田鉄矢・今朝の三枚おろし（文化放送） | 7:00 Wakey Wakey! ▽7:15 情報宝島（ニッポン放送） ▽8:00 話題のアンテナ 日本全国8時です（TBSラジオ） ▽8:30 武田鉄矢・今朝の三枚おろし（文化放送）                             |
| 8  | 00 | 7:00 Wakey Wakey! ▽7:15 情報宝島（ニッポン放送） ▽8:00 話題のアンテナ 日本全国8時です（TBSラジオ） ▽8:30 武田鉄矢・今朝の三枚おろし（文化放送） | 7:00 Wakey Wakey! ▽7:15 情報宝島（ニッポン放送） ▽8:00 話題のアンテナ 日本全国8時です（TBSラジオ） ▽8:30 武田鉄矢・今朝の三枚おろし（文化放送） | 7:00 Wakey Wakey! ▽7:15 情報宝島（ニッポン放送） ▽8:00 話題のアンテナ 日本全国8時です（TBSラジオ） ▽8:30 武田鉄矢・今朝の三枚おろし（文化放送） | 7:00 Wakey Wakey! ▽7:15 情報宝島（ニッポン放送） ▽8:00 話題のアンテナ 日本全国8時です（TBSラジオ） ▽8:30 武田鉄矢・今朝の三枚おろし（文化放送） | 7:00 Wakey Wakey! ▽7:15 情報宝島（ニッポン放送） ▽8:00 話題のアンテナ 日本全国8時です（TBSラジオ） ▽8:30 武田鉄矢・今朝の三枚おろし（文化放送）                             |
| 9  | 00 | 9:00 とんでるワイド 大田黒浩一のきょうも元気! ▽11:49 ランチリクエスト（NRN系企画ネット番組）                                                    | 9:00 とんでるワイド 大田黒浩一のきょうも元気! ▽11:49 ランチリクエスト（NRN系企画ネット番組）                                                    | 9:00 とんでるワイド 大田黒浩一のきょうも元気! ▽11:49 ランチリクエスト（NRN系企画ネット番組）                                                    | 9:00 とんでるワイド 大田黒浩一のきょうも元気! ▽11:49 ランチリクエスト（NRN系企画ネット番組）                                                    | 9:00 とんでるワイド 大田黒浩一のきょうも元気! ▽11:49 ランチリクエスト（NRN系企画ネット番組）                                                                                |
| 10 | 00 | 9:00 とんでるワイド 大田黒浩一のきょうも元気! ▽11:49 ランチリクエスト（NRN系企画ネット番組）                                                    | 9:00 とんでるワイド 大田黒浩一のきょうも元気! ▽11:49 ランチリクエスト（NRN系企画ネット番組）                                                    | 9:00 とんでるワイド 大田黒浩一のきょうも元気! ▽11:49 ランチリクエスト（NRN系企画ネット番組）                                                    | 9:00 とんでるワイド 大田黒浩一のきょうも元気! ▽11:49 ランチリクエスト（NRN系企画ネット番組）                                                    | 9:00 とんでるワイド 大田黒浩一のきょうも元気! ▽11:49 ランチリクエスト（NRN系企画ネット番組）                                                                                |
| 11 | 00 | 9:00 とんでるワイド 大田黒浩一のきょうも元気! ▽11:49 ランチリクエスト（NRN系企画ネット番組）                                                    | 9:00 とんでるワイド 大田黒浩一のきょうも元気! ▽11:49 ランチリクエスト（NRN系企画ネット番組）                                                    | 9:00 とんでるワイド 大田黒浩一のきょうも元気! ▽11:49 ランチリクエスト（NRN系企画ネット番組）                                                    | 9:00 とんでるワイド 大田黒浩一のきょうも元気! ▽11:49 ランチリクエスト（NRN系企画ネット番組）                                                    | 9:00 とんでるワイド 大田黒浩一のきょうも元気! ▽11:49 ランチリクエスト（NRN系企画ネット番組）                                                                                |
| 12 | 00 | 12:00 熊日ニュース | 12:00 熊日ニュース | 12:00 熊日ニュース | 12:00 熊日ニュース | 12:00 熊日ニュース |
| 12 | 05 | 12:05 すみママの陽気にいこっ! | 12:05 すみママの陽気にいこっ! | 12:05 すみママの陽気にいこっ! | 12:05 すみママの陽気にいこっ! | 12:05 すみママの陽気にいこっ! |
| 12 | 10 | 12:10 塚原まきこの福ミミらじお | 12:10 塚原まきこの福ミミらじお | 12:10 塚原まきこの福ミミらじお | 12:10 塚原まきこの福ミミらじお | 12:10 ラジてん ▽13:50 朗読のヒロバ（TBSラジオ） ▽14:00・14:55・15:55 熊日ニュース ▽14:05 午後2時5分一寸一服 ▽14:20 夏井いつきの一句一遊（南海放送） ▽16:00 あっこの天気予報 |
| 13 | 00 | 12:10 塚原まきこの福ミミらじお | 12:10 塚原まきこの福ミミらじお | 12:10 塚原まきこの福ミミらじお | 12:10 塚原まきこの福ミミらじお | 12:10 ラジてん ▽13:50 朗読のヒロバ（TBSラジオ） ▽14:00・14:55・15:55 熊日ニュース ▽14:05 午後2時5分一寸一服 ▽14:20 夏井いつきの一句一遊（南海放送） ▽16:00 あっこの天気予報 |
| 13 | 50 | 13:50 推しSONGS | 13:50 健康テンミニッツ | 13:50 歌えロンド | 13:50 風雲ラジオショッピング | 12:10 ラジてん ▽13:50 朗読のヒロバ（TBSラジオ） ▽14:00・14:55・15:55 熊日ニュース ▽14:05 午後2時5分一寸一服 ▽14:20 夏井いつきの一句一遊（南海放送） ▽16:00 あっこの天気予報 |
| 13 | 55 | 13:55 岩本初恵の幸せを連れてくる言葉 | 13:50 健康テンミニッツ | 13:55 岩本初恵の幸せを連れてくる言葉 | 13:50 風雲ラジオショッピング | 12:10 ラジてん ▽13:50 朗読のヒロバ（TBSラジオ） ▽14:00・14:55・15:55 熊日ニュース ▽14:05 午後2時5分一寸一服 ▽14:20 夏井いつきの一句一遊（南海放送） ▽16:00 あっこの天気予報 |
| 14 | 00 | 14:00 熊日ニュース | 14:00 熊日ニュース | 14:00 熊日ニュース | 14:00 熊日ニュース | 12:10 ラジてん ▽13:50 朗読のヒロバ（TBSラジオ） ▽14:00・14:55・15:55 熊日ニュース ▽14:05 午後2時5分一寸一服 ▽14:20 夏井いつきの一句一遊（南海放送） ▽16:00 あっこの天気予報 |
| 14 | 05 | 14:05 午後2時5分一寸一服 | 14:05 午後2時5分一寸一服 | 14:05 午後2時5分一寸一服 | 14:05 午後2時5分一寸一服 | 12:10 ラジてん ▽13:50 朗読のヒロバ（TBSラジオ） ▽14:00・14:55・15:55 熊日ニュース ▽14:05 午後2時5分一寸一服 ▽14:20 夏井いつきの一句一遊（南海放送） ▽16:00 あっこの天気予報 |
| 14 | 25 | 14:20 夏井いつきの一句一遊（南海放送） | 14:20 夏井いつきの一句一遊（南海放送） | 14:20 夏井いつきの一句一遊（南海放送） | 14:20 夏井いつきの一句一遊（南海放送） | 12:10 ラジてん ▽13:50 朗読のヒロバ（TBSラジオ） ▽14:00・14:55・15:55 熊日ニュース ▽14:05 午後2時5分一寸一服 ▽14:20 夏井いつきの一句一遊（南海放送） ▽16:00 あっこの天気予報 |
| 14 | 30 | 14:30 おもいでの洋楽HITS | 14:30 おもいでの洋楽HITS | 14:30 Dr.安東の脳と心のリハビリテーション | 14:30 山田法子の ねえ、きいて | 12:10 ラジてん ▽13:50 朗読のヒロバ（TBSラジオ） ▽14:00・14:55・15:55 熊日ニュース ▽14:05 午後2時5分一寸一服 ▽14:20 夏井いつきの一句一遊（南海放送） ▽16:00 あっこの天気予報 |
| 14 | 40 | 14:40 健やかインフォメーション | 14:40 ピックアップラジオショッピング | 14:40 Buy Now | 14:40 ピックアップラジオショッピング | 12:10 ラジてん ▽13:50 朗読のヒロバ（TBSラジオ） ▽14:00・14:55・15:55 熊日ニュース ▽14:05 午後2時5分一寸一服 ▽14:20 夏井いつきの一句一遊（南海放送） ▽16:00 あっこの天気予報 |
| 14 | 55 | 14:55 熊日ニュース | 14:55 熊日ニュース | 14:55 熊日ニュース | 14:55 熊日ニュース | 12:10 ラジてん ▽13:50 朗読のヒロバ（TBSラジオ） ▽14:00・14:55・15:55 熊日ニュース ▽14:05 午後2時5分一寸一服 ▽14:20 夏井いつきの一句一遊（南海放送） ▽16:00 あっこの天気予報 |
| 15 | 00 | 15:00 こねくと（TBSラジオ） ▽15:50 あっこの天気予報 ▽15:55 熊日ニュース                                                                         | 15:00 こねくと（TBSラジオ） ▽15:50 あっこの天気予報 ▽15:55 熊日ニュース                                                                         | 15:00 こねくと（TBSラジオ） ▽15:50 あっこの天気予報 ▽15:55 熊日ニュース                                                                         | 15:00 こねくと（TBSラジオ） ▽15:50 あっこの天気予報 ▽15:55 熊日ニュース                                                                         | 12:10 ラジてん ▽13:50 朗読のヒロバ（TBSラジオ） ▽14:00・14:55・15:55 熊日ニュース ▽14:05 午後2時5分一寸一服 ▽14:20 夏井いつきの一句一遊（南海放送） ▽16:00 あっこの天気予報 |
| 16 | 00 | 15:00 こねくと（TBSラジオ） ▽15:50 あっこの天気予報 ▽15:55 熊日ニュース                                                                         | 15:00 こねくと（TBSラジオ） ▽15:50 あっこの天気予報 ▽15:55 熊日ニュース                                                                         | 15:00 こねくと（TBSラジオ） ▽15:50 あっこの天気予報 ▽15:55 熊日ニュース                                                                         | 15:00 こねくと（TBSラジオ） ▽15:50 あっこの天気予報 ▽15:55 熊日ニュース                                                                         | 12:10 ラジてん ▽13:50 朗読のヒロバ（TBSラジオ） ▽14:00・14:55・15:55 熊日ニュース ▽14:05 午後2時5分一寸一服 ▽14:20 夏井いつきの一句一遊（南海放送） ▽16:00 あっこの天気予報 |
| 16 | 50 | 16:50 あなたにハッピー・メロディ（ニッポン放送）                                                                                                | 16:50 あなたにハッピー・メロディ（ニッポン放送）                                                                                                | 16:50 あなたにハッピー・メロディ（ニッポン放送）                                                                                                | 16:50 あなたにハッピー・メロディ（ニッポン放送）                                                                                                | 16:50 あなたにハッピー・メロディ（ニッポン放送） |
| 17 | 00 | 17:00 ニュース・パレード（文化放送） | 17:00 ニュース・パレード（文化放送） | 17:00 ニュース・パレード（文化放送） | 17:00 ニュース・パレード（文化放送） | 17:00 ニュース・パレード（文化放送） |
| 17 | 15 | 17:15 ニュース515 | 17:15 ニュース515 | 17:15 ニュース515 | 17:15 ニュース515 | 17:15 ニュース515＋ |
| 17 | 30 | 17:30 ネットワークトゥデイ（TBSラジオ） | 17:30 ネットワークトゥデイ（TBSラジオ） | 17:30 ネットワークトゥデイ（TBSラジオ） | 17:30 ネットワークトゥデイ（TBSラジオ） | 17:30 ネットワークトゥデイ（TBSラジオ） |
| 17 | 46 | 17:46 交通情報 | 17:46 交通情報 | 17:46 交通情報 | 17:46 交通情報 | 17:46 交通情報 |
| 17 | 50 | 17:50 風雲ラジオショッピング | 17:50 Dr.福田のやさしい女性の医学 | 17:50 ピックアップラジオショッピング | 17:50 進藤久明のラジオ | 17:50 ピックアップラジオショッピング |
| 18 | 00 | 18:00 水上清乃のあなたにカンパイ | 18:00 水上清乃のあなたにカンパイ | 18:00 水上清乃のあなたにカンパイ | 18:00 水上清乃のあなたにカンパイ | 18:00 水上清乃のあなたにカンパイ |
| 18 | 10 | 18:10 AMEMIYAのとにかく歌います♪ | 18:10 ドラマってムジカ（かしわプロダクション）                                                                                                  | 18:10 高千穂さんの“ご縁”です | 18:10 健やかインフォメーション | 18:10 津田ひかるのときめき!大阿蘇～週末ASOトピ～ |
| 18 | 20 | 18:20 ありさの激アツ!サラマンデー | 18:20 アナログタロウ 痛快!アナログヒッパレ〜♪（かしわプロダクション） （第1・3週）そうしょうさんのなんでもラジオ寺                              | 18:20 新・流行音楽堂 | 18:20 RikoRikoリコメンド | 18:10 津田ひかるのときめき!大阿蘇～週末ASOトピ～ |
| 18 | 30 | 18:30 続・貫一お宮のマイスイートロード | 18:30 きいやま商店SHOW（琉球放送） | 18:30 八神純子 MUSIC TOWN（かしわプロダクション）                                                                                               | 18:30 小松亮太の音楽世界旅行（かしわプロダクション）                                                                                            | 18:30 ハワイの風 |
| 19 | 00 | 19:00 原田悠里のちょっと寄んなっせ♪ | 19:00 RKKゴールデンナイター 最大延長22:00 | 19:00 RKKゴールデンナイター 最大延長22:00 | 19:00 RKKゴールデンナイター 最大延長22:00 | 19:00 RKKゴールデンナイター 最大延長22:00 |
| 19 | 30 | 19:30 東山彰良 イッツ・オンリー・ロックンロール（RKB毎日放送）                                                                                  | 19:00 RKKゴールデンナイター 最大延長22:00 | 19:00 RKKゴールデンナイター 最大延長22:00 | 19:00 RKKゴールデンナイター 最大延長22:00 | 19:00 RKKゴールデンナイター 最大延長22:00 |
| 20 | 00 | 20:00 なかざわけんじとすみママの想い出がいっぱい                                                                                                | 19:00 RKKゴールデンナイター 最大延長22:00 | 19:00 RKKゴールデンナイター 最大延長22:00 | 19:00 RKKゴールデンナイター 最大延長22:00 | 19:00 RKKゴールデンナイター 最大延長22:00 |
| 21 | 00 | 21:00 昭和歌謡大作戦 | 21:00 ベストミュージックコレクション・ジャパン（かしわプロダクション）                                                                          | 21:00 ミュージックブルペン（かしわプロダクション）                                                                                              | 21:00 ミュージックブルペン（かしわプロダクション）                                                                                              | 21:00 ミュージックブルペン（かしわプロダクション） |
| 22 | 00 | 22:00 THE BEATLES 10（ラジオ日本） | 22:00 全米トップ40 THE 80'S DELUXE EDITION（ラジオ日本）                                                                                        | 22:00 Mash Up! Radio | 22:00 今村直美の歌謡曲でないと! | 22:00 問わず語りの神田伯山（TBSラジオ） |
| 22 | 30 | 22:00 THE BEATLES 10（ラジオ日本） | 22:00 全米トップ40 THE 80'S DELUXE EDITION（ラジオ日本）                                                                                        | 22:00 Mash Up! Radio | 22:00 今村直美の歌謡曲でないと! | 22:30 オキシジェンのラジオスープレックス（山陰放送） |
| 23 | 00 | 23:00 樋口了一の｢風一途｣ | 23:00 光ママ親子のはよ寝らんかラジオ（RKBラジオ）                                                                                               | 23:00 空気階段の踊り場（TBSラジオ） | 23:00 週刊MUSIC PUNCH!（エフエム岩手） | 23:00 宮川賢のまつぼっくり王国（東北放送） |
| 23 | 30 | 23:30 アンジュルムステーション1422（ラジオ日本）                                                                                                | 23:30 エビ中☆なんやねん（MBSラジオ） | 23:00 空気階段の踊り場（TBSラジオ） | 23:30 増田貴久・中丸雄一のますまるらじお（MBSラジオ）                                                                                           | 23:30 Snow Manの素のまんま（文化放送） |
| 0  | 00 | 0:00 レコメン!（文化放送） | 0:00 レコメン!（文化放送） | 0:00 レコメン!（文化放送） | 0:00 レコメン!（文化放送） | 0:00 嵐・相葉雅紀のレコメン!アラシリミックス（文化放送） |
| 1  | 00 | 1:00 山田裕貴の オールナイトニッポン（ニッポン放送）                                                                                            | 1:00 星野源の オールナイトニッポン（ニッポン放送）                                                                                              | 1:00 乃木坂46の オールナイトニッポン（ニッポン放送）                                                                                            | 1:00 ナインティナインの オールナイトニッポン（ニッポン放送）                                                                                    | 1:00 霜降り明星の オールナイトニッポン（ニッポン放送） |
| 2  | 00 | 1:00 山田裕貴の オールナイトニッポン（ニッポン放送）                                                                                            | 1:00 星野源の オールナイトニッポン（ニッポン放送）                                                                                              | 1:00 乃木坂46の オールナイトニッポン（ニッポン放送）                                                                                            | 1:00 ナインティナインの オールナイトニッポン（ニッポン放送）                                                                                    | 1:00 霜降り明星の オールナイトニッポン（ニッポン放送） |
| 3  | 00 | 3:00 キタニタツヤの オールナイトニッポン0(ZERO)（ニッポン放送）                                                                                 | 3:00 あのの オールナイトニッポン0(ZERO)（ニッポン放送）                                                                                         | 3:00 佐久間宣行の オールナイトニッポン0(ZERO)（ニッポン放送）                                                                                   | 3:00 マヂカルラブリーの オールナイトニッポン0(ZERO)（ニッポン放送）                                                                             | 3:00 三四郎の オールナイトニッポン0(ZERO)（ニッポン放送） |
| 4  | 00 | 3:00 キタニタツヤの オールナイトニッポン0(ZERO)（ニッポン放送）                                                                                 | 3:00 あのの オールナイトニッポン0(ZERO)（ニッポン放送）                                                                                         | 3:00 佐久間宣行の オールナイトニッポン0(ZERO)（ニッポン放送）                                                                                   | 3:00 マヂカルラブリーの オールナイトニッポン0(ZERO)（ニッポン放送）                                                                             | 3:00 三四郎の オールナイトニッポン0(ZERO)（ニッポン放送） |
| 4  | 30 | 4:30 上柳昌彦 あさぼらけ（ニッポン放送） | 4:30 上柳昌彦 あさぼらけ（ニッポン放送） | 4:30 上柳昌彦 あさぼらけ（ニッポン放送） | 4:30 上柳昌彦 あさぼらけ（ニッポン放送） | 3:00 三四郎の オールナイトニッポン0(ZERO)（ニッポン放送） |

#### 週末
| 時 | 分 | 土曜日 | 日曜日                                                                                   |
| -- | -- | --- | ---------------------------------------------------------------------------------------- |
| 5  | 00 | 5:00 水森英夫のチップイン歌謡曲（火曜会）                                                                          | 5:00 みすずのホットキット歌謡曲                                                          |
| 5  | 15 | 5:00 水森英夫のチップイン歌謡曲（火曜会）                                                                          | 5:15 元気印!チータdeマーチ（スバルプランニング）                                         |
| 5  | 30 | 5:30 解決!知っ得プレミアム                                                                                         | 5:15 元気印!チータdeマーチ（スバルプランニング）                                         |
| 5  | 45 | 5:45 納得健康15分                                                                                                  | 5:45 世の光 いきいきタイム                                                               |
| 6  | 00 | 6:00 土曜朝6時 木梨の会。（TBSラジオ）                                                                             | 6:00 RKK SPれこお堂                                                                      |
| 6  | 05 | 6:00 土曜朝6時 木梨の会。（TBSラジオ）                                                                             | 6:05 心のともしび                                                                        |
| 6  | 10 | 6:00 土曜朝6時 木梨の会。（TBSラジオ）                                                                             | 6:10 歌えロンド                                                                          |
| 6  | 15 | 6:00 土曜朝6時 木梨の会。（TBSラジオ）                                                                             | 6:15 1万年堂出版の時間                                                                   |
| 6  | 30 | 6:00 土曜朝6時 木梨の会。（TBSラジオ）                                                                             | 6:30 録音風物誌（火曜会）                                                                |
| 6  | 40 | 6:00 土曜朝6時 木梨の会。（TBSラジオ）                                                                             | 6:40 ピックアップラジオショッピング                                                      |
| 6  | 50 | 6:50 おはよう!ニッポン全国消防団（ニッポン放送）                                                                   | 6:40 ピックアップラジオショッピング                                                      |
| 6  | 55 | 6:50 おはよう!ニッポン全国消防団（ニッポン放送）                                                                   | 6:55 善意銀行便り                                                                        |
| 7  | 00 | 7:00 藤田恵美のかみつれ雑貨店（マール）                                                                            | 7:00 Buy Now                                                                             |
| 7  | 15 | 7:15 まいどあり～。                                                                                                | 7:15 亀渕昭信のお宝POPS（火曜会）                                                        |
| 7  | 30 | 7:30 はやしべさとし 〜叙情歌を道連れに〜                                                                           | 7:30 純烈 スーパー銭湯!!（かしわプロダクション）                                         |
| 7  | 45 | 7:45 ピックアップラジオショッピング                                                                                | 7:45 まいどあり～。                                                                      |
| 8  | 00 | 8:00 日本全国8時です（TBSラジオ）                                                                                  | 8:00 ONE-J（TBSラジオ） ▽8:55 熊日ニュース&天気予報                                      |
| 8  | 15 | 8:15 今旬!インフォメーション                                                                                       | 8:00 ONE-J（TBSラジオ） ▽8:55 熊日ニュース&天気予報                                      |
| 8  | 30 | 8:30 松本英子のサウンドスケッチ（かしわプロダクション）                                                            | 8:00 ONE-J（TBSラジオ） ▽8:55 熊日ニュース&天気予報                                      |
| 8  | 45 | 8:45 わくわくお届け便                                                                                              | 8:00 ONE-J（TBSラジオ） ▽8:55 熊日ニュース&天気予報                                      |
| 9  | 00 | 9:00 糸永 洋平ラジオやってます                                                                                     | 8:00 ONE-J（TBSラジオ） ▽8:55 熊日ニュース&天気予報                                      |
| 10 | 00 | 9:00 糸永 洋平ラジオやってます                                                                                     | 10:00 熊日ニュース                                                                       |
| 10 | 05 | 9:00 糸永 洋平ラジオやってます                                                                                     | 10:05 キムカズの上天草時間                                                               |
| 10 | 30 | 9:00 糸永 洋平ラジオやってます                                                                                     | 10:30 明日への扉～いのちのラジオ＋～（第1週）栄光のレジェンド（ラジオ関西）（第1週以外） |
| 11 | 00 | 9:00 糸永 洋平ラジオやってます                                                                                     | 11:00 熊日ニュース                                                                       |
| 11 | 05 | 9:00 糸永 洋平ラジオやってます                                                                                     | 11:05 今旬!インフォメーション                                                            |
| 11 | 20 | 9:00 糸永 洋平ラジオやってます                                                                                     | 11:20 健康生活インフォメーション                                                         |
| 11 | 30 | 11:30 健康生活インフォメーション                                                                                   | 11:20 健康生活インフォメーション                                                         |
| 11 | 35 | 11:30 健康生活インフォメーション                                                                                   | 11:35 竹丸のおもしろ歴史講座（南日本放送）                                               |
| 11 | 45 | 11:45 旬!SHUN!ピックアップ                                                                                         | 11:35 竹丸のおもしろ歴史講座（南日本放送）                                               |
| 12 | 00 | 12:00 土曜だ!!江越だ!? ▽14:05 午後2時5分一寸一服 ▽14:25 健康テンミニッツ                                           | 12:00 熊日ニュース                                                                       |
| 12 | 05 | 12:00 土曜だ!!江越だ!? ▽14:05 午後2時5分一寸一服 ▽14:25 健康テンミニッツ                                           | 12:05 洋楽処POPS倶楽部（ラジオNIKKEI）                                                   |
| 13 | 00 | 12:00 土曜だ!!江越だ!? ▽14:05 午後2時5分一寸一服 ▽14:25 健康テンミニッツ                                           | 13:00 昭和歌謡大作戦!（再放送）                                                          |
| 14 | 00 | 12:00 土曜だ!!江越だ!? ▽14:05 午後2時5分一寸一服 ▽14:25 健康テンミニッツ                                           | 14:00 熊日ニュース                                                                       |
| 14 | 05 | 12:00 土曜だ!!江越だ!? ▽14:05 午後2時5分一寸一服 ▽14:25 健康テンミニッツ                                           | 14:05 午後2時5分一寸一服                                                                 |
| 14 | 25 | 12:00 土曜だ!!江越だ!? ▽14:05 午後2時5分一寸一服 ▽14:25 健康テンミニッツ                                           | 14:25 RKKれこお堂                                                                        |
| 14 | 30 | 12:00 土曜だ!!江越だ!? ▽14:05 午後2時5分一寸一服 ▽14:25 健康テンミニッツ                                           | 14:30 村上美香のヒトコト                                                                 |
| 15 | 00 | 12:00 土曜だ!!江越だ!? ▽14:05 午後2時5分一寸一服 ▽14:25 健康テンミニッツ                                           | 15:00 THE MUSIC Sunday ▽15:30 GOGO競馬サンデー!（MBSラジオ、G1開催時のみ）               |
| 16 | 00 | 12:00 土曜だ!!江越だ!? ▽14:05 午後2時5分一寸一服 ▽14:25 健康テンミニッツ                                           | 16:00 アルコ&ピース D.C.GARAGE（TBSラジオ）                                              |
| 17 | 00 | 12:00 土曜だ!!江越だ!? ▽14:05 午後2時5分一寸一服 ▽14:25 健康テンミニッツ                                           | 17:00 白岳presents 中原丈雄くまもとスピリット                                            |
| 17 | 05 | 12:00 土曜だ!!江越だ!? ▽14:05 午後2時5分一寸一服 ▽14:25 健康テンミニッツ                                           | 17:05 RKKスクリーン・ミュージック                                                        |
| 17 | 15 | 17:15 一生と圭のSmile                                                                                              | 17:15 健康とっておき                                                                     |
| 17 | 30 | 17:15 一生と圭のSmile                                                                                              | 17:30 サンデードクターズサロン                                                           |
| 17 | 45 | 17:45 ウィークエンドネットワーク（TBSラジオ）                                                                      | 17:30 サンデードクターズサロン                                                           |
| 17 | 50 | 17:50 にわか法律相談所                                                                                             | 17:30 サンデードクターズサロン                                                           |
| 18 | 00 | 18:00 熊日ニュース&天気予報                                                                                        | 18:00 熊日ニュース&天気予報                                                              |
| 18 | 05 | 18:05 推しSONGS | 18:05 ラジオ劇場 アキラとあきら（九州朝日放送）                                          |
| 18 | 10 | 18:10 みちこ先生のニコニコ通信（南日本放送）                                                                       | 18:05 ラジオ劇場 アキラとあきら（九州朝日放送）                                          |
| 18 | 20 | 18:20 週刊 なるほど!ニッポン（ニッポン放送）                                                                       | 18:20 小学生の時間                                                                       |
| 18 | 30 | 18:30 トラパラ | 18:30 音楽☆とらのアナ（火曜会）                                                          |
| 19 | 00 | 19:00 Yabaらじ! | 19:00 ハライチのターン!（TBSラジオ）                                                     |
| 20 | 00 | 20:00 スタンド・バイ・見取り図（TBSラジオ）                                                                        | 20:00 クリス松村の「いい音楽あります。」（アール・エフ・ラジオ日本）                     |
| 21 | 00 | 21:00 ダイアンのTOKYO STYLE（TBSラジオ）                                                                           | 21:00 空よ!                                                                              |
| 21 | 30 | 21:30 Radioマンガ研究室                                                                                            | 21:00 空よ!                                                                              |
| 22 | 00 | 22:00 福山雅治と荘口彰久の「地底人ラジオ」（渋谷のラジオ）                                                         | 22:00 井上芳雄 by MYSELF（TBSラジオ）                                                    |
| 22 | 30 | 22:00 福山雅治と荘口彰久の「地底人ラジオ」（渋谷のラジオ）                                                         | 22:30 シティポップコレクション                                                           |
| 23 | 00 | 22:00 福山雅治と荘口彰久の「地底人ラジオ」（渋谷のラジオ）                                                         | 23:00 ももいろクローバーZ ももクロくらぶxoxo（ニッポン放送）                             |
| 23 | 30 | 23:30 SixTONESのオールナイトニッポンサタデースペシャル（ニッポン放送）                                             | 23:30 HKT48 ラジオ聴かナイト!（九州朝日放送）                                            |
| 0  | 00 | 23:30 SixTONESのオールナイトニッポンサタデースペシャル（ニッポン放送）                                             | 0:00 岡本京太郎の歌謡ルネッサンス                                                        |
| 0  | 30 | 23:30 SixTONESのオールナイトニッポンサタデースペシャル（ニッポン放送）                                             | （0:30 - 4:00 放送休止）                                                                 |
| 1  | 00 | 1:00 オードリーのオールナイトニッポン（ニッポン放送）                                                              | （0:30 - 4:00 放送休止）                                                                 |
| 2  | 00 | 1:00 オードリーのオールナイトニッポン（ニッポン放送）                                                              | （0:30 - 4:00 放送休止）                                                                 |
| 3  | 00 | 3:00 オールナイトニッポン0(ZERO)（ニッポン放送） ヤーレンズのオールナイトニッポン0(ZERO)（ニッポン放送）（最終週） | （0:30 - 4:00 放送休止）                                                                 |
| 4  | 00 | 3:00 オールナイトニッポン0(ZERO)（ニッポン放送） ヤーレンズのオールナイトニッポン0(ZERO)（ニッポン放送）（最終週） | 4:00 明日への扉〜いのちのラジオ〜/ ～未来へ向かって～栄光のレジェンド（ラジオ関西）      |

#### 随時放送
- 熊日ニュース（詳細は当該項目を参照）
- 交通情報
- 天気予報
  - 各ワイド番組内で放送。

#### 特別番組
- 箱根駅伝実況中継（文化放送より毎年1月2日・3日にネット）
- 天皇盃 全国男子駅伝実況中継（中国放送より毎年1月第3日曜12:15にネット）
- 「水俣第三中学校還暦同窓会」[65]（2021年度火曜会「第3回ラジオスピリッツ2021」最優秀賞）

水俣病が公式に認定されて65周年に合わせて企画された、実際の同病患者への取材を基に作成したドキュメンタリーラジオドラマで、「ラジオスピリッツ」の最優秀賞を受賞後、文化庁芸術祭の同年度テレビ・ラジオ放送部門に出品された。

#### 期間限定番組
ナイターシーズンのみ放送
- RKKゴールデンナイター（火：RKB毎日放送・JRN系列局）（水：九州朝日放送／ニッポン放送・NRN系列局）（木・金：ニッポン放送・NRN系列局）
- ミュージックブルペン（火曜 - 木曜 21:00 - 22:00）
- ベストミュージックコレクション・ジャパン（金曜 21:00 - 22:00）

ナイターオフシーズンのみ放送（2021年冬季放送分も含む）
- 奥田圭のおんこちラジオ（平日  18:30 - 18:45）
- 安井まさじの暇つぶし（2021年9月28日 - 2022年3月22日）
- 荒木直美の恋するラジオ（無印：2019年10月 - 2020年3月、2ndシーズン：2021年10月 - 2022年3月）
- 沖村・米満のアナドキ!（2021年9月30日 - 2022年3月24日）
- 田中洋平の『先生!最&高』（金曜 21:00 - 21:30、2021年度以降）
- 瞳にやさしく（2021年度）
- アナぐらむ（2023年度、金曜 20:00 - 21:00）

### 過去
放送期間が1年以上、または放送時間が1回30分以上、または単独の項目がある番組のみ掲載。
- 奥田圭のハイ圭朝です（? - 1999年10月）
- 原武博之シャキっとモーニング（1999年10月 - 2003年3月28日）
- 日刊・朝まる（2003年3月31日 - 2008年3月28日）
- いっちゃんフミのグッと!!モーニング（2008年3月31日 - 2010年4月2日）
- RKKモーニングダイヤル（1972年 - 1985年）
- ダイヤルワイド きょうも元気!（1985年 - 1993年）
- 情報満載鉢盛りラジオ	（1995年7月3日 - ?）
- 毎度おなじみ鉢盛りラジオ	（? - 2005年4月1日）
- よか2アミーゴ（1999年4月 - 2000年3月31日）
- 桂木まやのハイ!ホー!お昼です（2000年4月3日 - 2003年3月28日）
- Oh!昼です。歌謡曲（2003年3月31日 - 2004年3月26日）
- Oh!昼のほっとタイム（2004年3月29日 - 2008年3月28日）
- Oh!昼もいちばん（2004年10月8日 - 2005年9月30日）
- かたるバッ!（2008年3月31日 - 2009年4月3日）
- 小松士郎のラジオのたまご（2005年4月4日 - 2017年9月29日）
- くまもとTODAY（? - 1985年3月）
- RKK情報ビッグバン（1998年10月 - 1999年3月）
- ほわ〜っと夕方（2005年4月 - 2010年4月2日）
- きよさんのラジオ夕刊（2010年4月5日 - 2013年3月29日）
- ゆっくりお帰りステーション（2006年10月 - 2008年3月）
- 気まぐれ流星群（2006年4月 - 2010年9月、ナイター中継後のフィラー番組）
- 真夜中のつぶやき（2010年4月 - ?）
- 歌ってパラダイス（2006年4月 - ?）
- みんなの童謡（? - 2020年9月）

- ばってん荒川 ぴら〜っと登場!（1971年 - 2006年10月30日）
- 一精・南姫のチョアヨKOREA（2006年4月 - 2008年3月）
- こちら九州ラジオ村（1985年4月1日 - 1995年6月30日、2002年10月13日 - 2017年3月25日）
- 史郎と絵美のHand in Pop's	（2008年10月 - 2009年3月）
- PaPaラジ（2009年10月 - 2010年3月）
- Swingステーション（2007年10月 - 2010年3月、ナイターオフのみ）
- マッキーと憲兄ィのお酒にしましょ（2006年10月 - 2009年3月	、ナイターオフのみ）
- アニソン50年史（2013年4月5日 - 2014年3月26日)
- フライデー裸ラばい〜熱血先生大集合!（2006年10月 - 2007年3月）
- 裸ラの発信!情熱先生（2007年10月 - 2008年3月）
- 熊本ゴルファーズランド 〜目指せ! ベストスコア〜（2009年4月 - ?）
- 小松士郎@のほほんラヂオ（1999年4月 - 2003年3月29日）
- 桂木まやのシャバダバサタデー	（2003年4月 - 2020年9月）
- 高杢禎彦のいきいき健康トーク	（2006年4月 - 2008年3月、桂木まやのシャバダバサタデーに内包）
- ハロー水の駅（2006年10月 - 2008年3月、桂木まやのシャバダバサタデーに内包）
- カドリー・ドミニオン愉快な動物たち（2006年4月 - 9月及び2007年4月 - 2008年3月9月は奇数土曜11:30-12:00（サタデーわくわくパークとの隔週で放送）、2006年10月 - 2007年3月は土曜 19:00 - 19:30）
- サタデーわくわくパーク（? - 2008年3月、カドリー・ドミニオン愉快な動物たちと隔週で放送）
- 突撃戦隊!ラジオ新撰組（1998年10月 - 2001年3月31日）
- 荒尾シティモール もぎたてラジオ（? - 2020年3月、土曜だ!!江越だ!?に内包）
- イエスタディワンスモア（? - 2020年9月、土曜だ!!江越だ!?に内包）
- 企業ドクター吉永会計の経営クリニック	（2009年10月 - 2020年9月、土曜だ!!江越だ!?に内包）
- さんこあ愛と笑いと真実の劇場 すいか野ちからが行く（2009年10月 - ?）
- そうだ!税理士に聞こう	（2006年10月 - 2008年3月、ナイターオフのみ）
- キムカズ・美子の土曜もいちばん!（2007年10月 - 2010年3月）
- 九州・旅クリップ	（2007年10月 - 2008年3月）
- 一精・中華のぶっちゃけラジオ（2010年4月 - ?）
- POPS 6 BOX（2008年10月 - 2009年3月）
- 英太郎の超ラクラクラジオ（2008年10月 - 2009年3月）
- 大人になれば（2000年10月 - 2007年9月29日）
- だいじょ〜ぶラジオ（2007年10月 - 2009年3月）
- イズミダアワーそれでどうよッ!（2009年4月 - 2016年9月24日）
- 心のデザイン（2006年4月 - 2007年3月）
- チャーリー永谷のCOUNTRY SUNSHINE!!（1999年10月 - 2021年3月）
- こころの扉（2006年4月 - 2009年3月）
- 美子のラジっ子クラブ（2005年4月 - 2008年3月）
- オールディーズポップスフォーエバー（? -2007年3月）
- おのくみこ気ままにサンデー（2009年4月 - 2010年3月）
- えっちゃんのサンデー・マルシェ（2010年4月 - 2014年3月30日）
- 柿木珈琲店（2014年4月 - 2017年3月）
- BATTLE THE DJ RADIO SHOW→BATTLE THE DJ RADIO SHOW DX（? - 2007年3月）
- コカコーラAIR COOL BEST 20（? - 2007年3月）
- RKK COUNTDOWN RADIO（2007年4月 - 2008年3月）
- まさやんのラジオ・デスマス（2010年4月 - 2021年9月）
- よるめぐ!→昼でもよるめぐ（2015年4月 - 2018年9月）
- Club Sunday Street（? - 2006年3月）
- 塚原まきこの「音楽図鑑」（2006年4月 - 2009年3月）
- RKK Count Down Cafe（2009年4月 - 2010年3月）
- 日曜GOGOチューン（2017年4月2日 - 2018年3月25日）
- Sparkling KOREA!（2008年4月 - ?）
- まみ&よっしーのマミームメロディ（2014年4月 - 2022年3月、2016年3月まではまみが単独進行）
- RKKスポーツのスヽメ（2002年10月6日 - 2008年3月23日）
- 夜はあな・アナ（2005年4月 - 2006年3月）
- ジャズの専門店（2007年10月 - ?）
- 野多知大輔のおかしなおかしなジュークボックス（2007年10月 - 2009年3月）
- The Legend 〜伝説のアーティストたち〜	（2009年4月 - ?）
- 江越哲也の超!朝ナマ・ジョッキー!（2009年10月 - 2010年9月（2ヶ月に1回（主に奇数月）、放送休止時間帯に終夜放送）
- VIVA! ROASSO RADIO（2006年4月3日 - 2011年2月28日、2012年3月5日 - 2017年3月27日）
- おのくみこのフォークへかえろう→フォークへかえろう（2006年4月 - 2009年3月、2006年10月に改題）
- お話し玉手箱（2008年4月 - 2010年3月）
- すみママの青春アイドル伝説!（? - 2007年3月）
- すみママと青春!The懐メロ（2007年10月 - 2010年3月）
- すみママのらぶりんオヤジ殿（2010年4月 - ?）
- すみママのナイス☆トライ Radio!（2007年10月 - 2008年3月）
- まみと二郎のウタメッ!（2008年4月 - ?）
- ラジオおもしろ肥後狂句工房!（2006年11月6日 - 2009年3月29日）
- CARINO-zakaSTUDIO サタデーpreciousマガジン（2006年10月 - 2008年3月）
- CARINO-zakaSTUDIO Saturday Smile Station（2008年4月6日 - 2012年9月29日）
- 原武博之の歌謡曲こんばんは（2006年4月 - 2010年3月）
- 原武博之のザックザク歌謡曲（2010年4月 - 2017年9月）
- 山崎町 おとなの時間（2008年4月7日 - 2010年9月27日）
- 青春walker（2006年4月 - 2009年9月）
- 旅立ったあの人への手紙（2009年11月2日 - ?）
- カイゴバ（? - 2023年3月、金曜 22:30 - 22:45）
- おしゃれにココロジー（? - 2023年3月、日曜 18:10 - 18:30）
- 山ちゃんくみちゃんのナイトでないと?（時期不明）
- ラジオだワッショイ（時期不明）
- るんるん土曜日純子です!（時期不明）
- すみママ井戸端ラジオ（時期不明）
- テディー池谷のおしゃべりピアノ（時期不明）
- デンカとユウコのサタデーワイド（時期不明）
- とび出せ160!（時期不明）
- 沢井啓介の夢みちづれに（時期不明）
- 哲也とビアンのおっぴょろろ（時期不明）
- 楽しい夜更かし（時期不明）
- こちら熊日編集局（時期不明）
- サタデーワイド気分はベジタブル（時期不明）
- キャンパス・イレブン（時期不明）
- あなたの選んだ歌謡曲（時期不明）
- おー!わらナイト（時期不明）
- お笑い軍団参上!どっとどっとの60分（時期不明）
- RKKいきいきサンデー おまかせ歌謡曲BEST50（時期不明）
- RKKジャストジャズタイム（時期不明）
- RKKチャレンジラジオ（時期不明）
- RKK暮らしのラジオ（時期不明）
- 森明子の空の散歩道（水曜 17:20 - 17:30、? - 2021年3月）
- 週刊おやじ情報クマモト（木曜 18:30 - 19:00、2020年7月 - 2021年3月）
- バイブスマイル（木曜 23:00 - 23:30、? - 2021年3月）
- 居酒屋 英太郎（2014年4月 - 2022年3月）
  - 居酒屋英太郎 ランチ営業（2021年夏のみ）
- まみ&よっしーのマミームメロディ（2014年4月 - 2022年3月、2016年3月まではまみが単独進行）
- MAKO♡RIKOとCOCO（? - 2022年3月）
- 阿部祐二の気まぐれジャーナル[注 18]
- GWEEENとはばたけHEROES!!!（2013年4月1日 - 2022年9月30日、金曜 23:00 - 23:30）
- いい曲プレゼンターズ（2018年4月1日 - 2023年3月26日）

## テレビ

### テレビネットワークの移り変わり
- 1959年（昭和34年）4月1日 テレビ放送開始。日本テレビ（NTV）・ラジオ東京テレビ（KRT、現・TBSテレビ）・フジテレビ・日本教育テレビ（NETテレビ、現・テレビ朝日）とネットを組む。
- 1959年（昭和34年）8月1日 ニュースネットワークJNNに加盟。以降KRT→TBS主体編成のフリーネットと定めた。
  - 1964年時点で編成はTBSからの番組購入率が40%程度と、九州のJNN系列局の中では長崎放送（NBC）と並んで低く、NTVが15%、フジとNETがそれぞれ10%ずつ放送される編成であった。
- 1967年（昭和42年）6月 民間放送教育協会に加盟。
- 1967年（昭和42年）9月 TBSとネットワーク協定を結ぶ。
- 1969年（昭和44年）4月1日 テレビ熊本（TKU）が開局。日本テレビ・フジテレビ・NETテレビの番組を同局と共有する事となる（一部除きフジテレビの番組は基本的にTKUにて放送）。
- 1975年（昭和50年）3月31日 JNNの準キー局が 腸捻転解消により朝日放送（ABC）から毎日放送（MBS）へ変更。関西発全国ネット番組はTKUと交換（ABCの番組は番販で一部継続）。
- 1982年（昭和57年）4月1日 熊本県民テレビ（KKT）が、開局。NTVの番組がKKTに移行されて原則として消滅（『徳光和夫のTVフォーラム』等一部例外あり）。テレビ朝日の番組はTKU及びKKT（ごく一部のみ）との共有となる。
- 1989年（平成元年）10月1日 熊本朝日放送（KAB）が、開局。KAB開局に伴い、民教協制作分を除いたテレビ朝日の番組が消滅。これによりTBS系列（JNN）フルネット局に移行（完了）。

### 主なテレビ放送所
- リモコンキーIDは「3」。

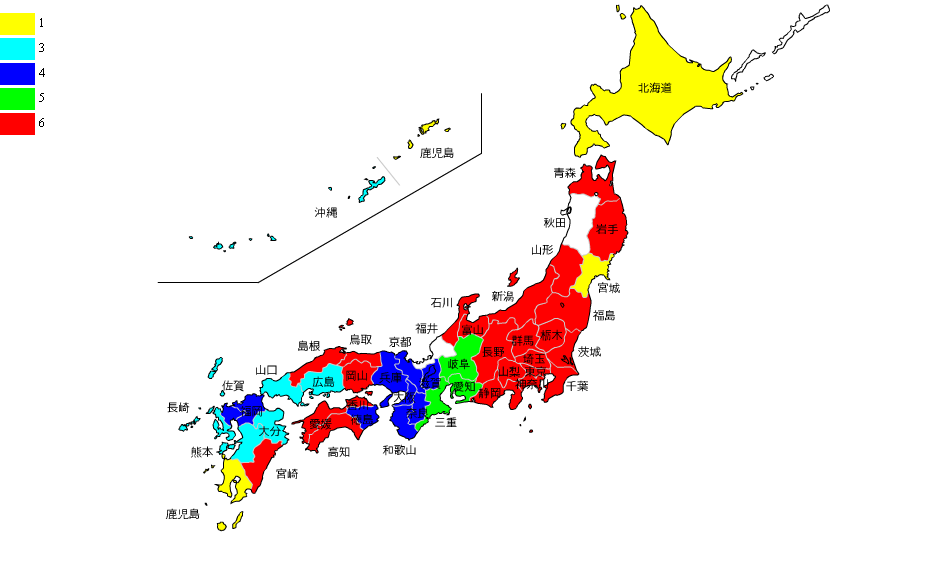
JNN系列のリモコンキーID地図

  - JNN系のリモコンIDは原則、TBSテレビなど[注 19]のアナログ親局と同じ「6」だが、RKKのリモコンキーIDは当初は南日本放送（MBC、鹿児島）など[注 20]と同じ「1」を希望していた。しかし同局のアナログ親局が1chでなかったことから認められず、次に希望した毎日放送（MBS、大阪）・RKB毎日放送（RKB、福岡）と同じ「4」[注 21]は後発の熊本県民テレビ（KKT）が先に獲得していたことから「3」となった。熊本県では他系列を含め「6」をアナログ親局やリモコンIDに使用される局は存在しない。
  - 在熊6波で唯一キー局と同様のリモコンキーIDを使わないだけでなく、アナログ11chを親局に持つJNN系列4局（RKK以外では信越放送〈SBC〉・静岡放送〈SBS〉・RSK山陽放送〈RSK〉[注 22]）で唯一リモコンIDに「6」を使わない。
  - JNN系でリモコンID「3」を使用する局は他に中国放送（RCC）、テレビ山口（tys）、長崎放送（NBC）、大分放送（OBS）、琉球放送（RBC）がある。

| 名称       | 呼出符号 | 呼出名称                             | チャンネル | 空中線電力 |
| ---------- | -------- | ------------------------------------ | ---------- | ---------- |
| 熊本放送所 | JOBF-DTV | くまもとほうそうデジタルテレビジョン | 41ch       | 1 kW       |

| 名称             | チャンネル | 空中線電力 |
| ---------------- | ---------- | ---------- |
| 人吉中継局       | 18ch       | 10W        |
| 水俣中継局       | 26ch       | 100W       |
| 牛深中継局       | 26ch       | 0.3W       |
| 阿蘇中継局       | 43ch       | 1W         |
| 阿蘇北中継局     | 15ch       | 0.3W       |
| 南阿蘇中継局     | 21ch       | 3W         |
| 肥後小国中継局   | 15ch       | 1W         |
| 清和中継局       | 40ch       | 1W         |
| 蘇陽中継局       | 41ch       | 1W         |
| 矢部中継局       | 18ch       | 1W         |
| 三加和中継局     | 41ch       | 0.3W       |
| 砥用中継局       | 40ch       | 1W         |
| 菊水中継局       | 33ch       | 0.1W       |
| 三角中継局       | 37ch       | 0.3W       |
| 湯浦中継局       | 41ch       | 0.3W       |
| 芦北中継局       | 41ch       | 0.3W       |
| 立田山中継局     | 26ch       | 0.3W       |
| 波野中継局       | 40ch       | 1W         |
| 熊本託麻中継局   | 40ch       | 0.3W       |
| 玉名中継局       | 41ch       | 1W         |
| 玉東中継局       | 41ch       | 0.3W       |
| 牛深魚貫中継局   | 36ch       | 0.1W       |
| 新和中継局       | 26ch       | 0.3W       |
| 崎津中継局       | 34ch       | 0.1W       |
| 河浦中継局       | 18ch       | 0.3W       |
| 水上中継局       | 29ch       | 0.1W       |
| 鹿北中継局       | 30ch       | 0.3W       |
| 本渡北中継局     | 40ch       | 0.3W       |
| 本渡中継局       | 48ch       | 0.3W       |
| 倉岳中継局       | 41ch       | 1W         |
| 栖本中継局       | 18ch       | 0.1W       |
| 有明上津浦中継局 | 41ch       | 0.1W       |
| 御所浦中継局     | 18ch       | 0.1W       |
| 泉中継局         | 18ch       | 0.1W       |
| 小川海東中継局   | 29ch       | 0.1W       |
| 松島教良木中継局 | 40ch       | 0.1W       |
| 南関中継局       | 37ch       | 0.05W      |

- 地上デジタルテレビジョン放送の中継局は、現在28か所のみ。他の中継局は2010年度（平成22年度）以降順次開局。
- 金峰山親局の送信所は自社のアナログ・デジタルテレビ送信施設のほか、テレビ熊本、熊本県民テレビ、熊本朝日放送のデジタルテレビ送信施設、エフエム熊本のFMラジオ放送送信施設も併設されている。

#### 地上アナログテレビジョン放送
※アナログテレビ放送は、2011年（平成23年）7月24日に放送終了。
- 熊本放送所 11ch（映像2kW、音声0.5 kW）《親局・金峰山》

- 人吉中継局 5ch（映像75W／音声18.75W）
- 水俣中継局 6ch（映像500W／音声125W）
- 御所浦中継局 61ch（1W）
- 阿蘇中継局 17ch（10W）
- 南阿蘇中継局 10ch（映像10W(6W)／音声2.5W）
- 肥後小国中継局 4ch（10W）

- 牛深中継局 11ch（3W）
- 水俣東中継局 55ch（1W）
- 芦北中継局 10ch（1W）
- 湯浦中継局 55ch（3W）
- 津奈木中継局 54ch（3W）
- 清和中継局 32ch（10W）

- 水俣西中継局 52ch（3W）
- 天草中継局 43ch（3W）
- 本渡中継局 46ch（3W）
- 倉岳中継局 58ch（3W）
- 水上中継局 56ch（3W）
- 五木中継局 55ch（3W）

- 牛深魚貫中継局 50ch（1W）
- 苓北中継局 53ch（10W）
- 立田山中継局 59ch（3W）
- 熊本託麻中継局 38ch （3W）
- 波野中継局 38ch（10W）
- 蘇陽中継局 61ch（10W）

- 鹿北中継局 62ch（3W）
- 三加和中継局 53ch（3W）
- 菊水中継局 56ch（1W）
- 砥用中継局 1ch（1W）
- 矢部中継局 6ch（10W）
- 小川海東中継局 51ch（3W）
- 南関中継局 38ch

### 現在放送中の番組
2023年4月現在。

#### 自社制作番組
- ゲツキン!早出し便（月曜 - 金曜 15:49 - 15:55）
- NEWSゲツキン！（月曜 - 金曜 18:15 - 18:55）
- 熊日ニュース（月曜 - 木曜 22:57 - 23:00、土曜・日曜 21:54 - 22:00）
- あるぽのへや（随時）
- ちびっ子タイム（月曜 18:55 - 19:00）[注 23]
- BLUEでカンパイ!（火曜 18:55 - 19:00）
- Happy spiral（水曜 18:55 - 19:00）
- 週刊山崎くん（水曜 19:00 - 20:00）
- 水曜だけど土曜の番組（水曜 20:55 - 21:57）
- RKKの休憩室（金曜（木曜深夜）0:53 - 0:58）
- シネマインフォメーション（金曜 18:55 - 19:00）
- 火の国魂（土曜 16:54 - 17:00）
- からふる（土曜 17:00 - 17:30）
- ソラカラ（土曜 18:50 - 18:55）
- プリティーウーマン（土曜 18:55 - 19:00）
- 女性の健康プライド（日曜 13:55 - 14:00）

#### TBS系列番組
太字は同時ネット。
- キユーピー3分クッキング（月曜 - 金曜 11:20 - 11:30、土曜 12:00 - 12:10、CBCテレビ制作）[注 24]
- ゴゴスマ -GO GO!Smile!-（月曜 - 金曜 13:55 - 15:49、CBCテレビ制作）[注 25]
- Nスタ（月曜 - 金曜 16:50 - 18:15）[注 26]
- あなたはどれに当てはまる?スター★性格診断SHOW（月曜 23:56 - 翌0:26）
- DEEPな店の常連さんに密着 イキスギさんについてった（火曜 23:56 - 翌0:55）
- 城島健司のJ的な釣りテレビ（水曜（火曜深夜）1:30 - 2:00、RKB毎日放送制作）
- よるのブランチ（水曜 23:56 - 翌0:55）
- よしもと新喜劇（木曜（水曜深夜）1:00 - 2:00、毎日放送制作）
- KAT-TUNの食宝ゲッットゥーン（金曜（木曜深夜）0:58 - 1:28）
- 有吉ジャポンII　ジロジロ有吉（土曜（金曜深夜）0:48 - 1:23）
- 天国大魔境（土曜（金曜深夜）2:23 - 2:53、毎日放送制作）
- 夜明けのラヴィット!（土曜 5:45 - 7:30）
- 王様のブランチ（土曜 9:30 - 11:45）
- 週刊さんまとマツコ（日曜（土曜深夜）0:28 - 0:55）
- TBSスター育成プロジェクト 私が女優になる日_（日曜（土曜深夜）1:58 - 2:28）
- JNN九州・沖縄ドキュメント ムーブ（日曜 4:25 - 4:55、RKB毎日放送制作）
- 吉田類の酒場放浪記（日曜 6:30 - 6:45、BS-TBS制作）
- 新 窓をあけて九州（日曜 10:00 - 10:15、RKB毎日放送制作）
- 世界一の九州が始まる!（日曜 10:15 - 10:30、RKB毎日放送制作）
- サンデージャポン（日曜 14:00 - 15:22）
- 東大王（不定期放送）
- 世界くらべてみたら（不定期放送）
- ワールド極限ミステリー（不定期放送）

#### 他系列番組

##### テレビ東京系列
- ゴッドタン（火曜（月曜深夜）0:26 - 0:55）
- お耳に合いましたら。（水曜（火曜深夜）1:00 - 1:30）
- 家、ついて行ってイイですか?（木曜 23:56 - 翌0:53）
- とんでもスキルで異世界放浪メシ（土曜（金曜深夜）1:53 - 2:23）
- 世界!ニッポン行きたい人応援団（土曜 13:05 - 14:00）
- 日経スペシャル ガイアの夜明け（日曜 10:30 - 11:25）
- 出川哲朗の充電させてもらえませんか?（日曜 13:00 - 13:55・水曜 20:00 - 20:55）[注 27]
- タクシー運転手さん一番うまい店に連れてって!（日曜 15:30 - 16:54）
- 緊急SOS!池の水ぜんぶ抜く大作戦（不定期放送）
- 日曜ビッグバラエティ（不定期放送）

##### その他
- 内村さまぁ〜ず（火曜（月曜深夜）0:58 - 1:30）
- Music B.B.（火曜（月曜深夜）1:30 - 2:00）
- ソルトフィッシングパラダイスTV（木曜（水曜深夜）2:00 - 2:30、サンテレビ制作）
- 日本のチカラ（日曜 6:00 - 6:30、民教協番組）
- いろはに千鳥（月曜（日曜深夜）0:50 - 1:20、テレビ埼玉制作）
- ※Jリーグロアッソ熊本ホームゲーム中継（DAZN）の制作も手がけている。

### 過去に放送した番組

#### 自社制作番組
- RKK土曜ロータリー

※1966年8月1日放送開始。
- RKKウィークリーダイジェスト

※1967年6月3日放送開始。毎週土曜日 17:10 - 17:35まで放送されていた報道番組。
- あなたの10:30

※月曜日 - 金曜日 10:30から放送されていたローカルワイド番組。
- さわやかワイド

※月曜日 - 金曜日 9:30から放送。上記「あなたの10:30」の後継番組。
- ちっちゃなおとな

※熊本県教育委員会提供の子育て情報番組。
- RKKワイド6

※月曜日 - 金曜日 18:00から放送されていたローカルニュース。
- RKKニュースキャッチャー

※月曜日 - 金曜日 18:30から放送。上記「RKKワイド6」の後継番組（1999年3月29日から17:45開始）。
- ニュースの森くまもと

※上記「ニュースキャッチャー」の後継番組（「RKKワイド夕方いちばん」に内包）。
- 夕方いちばんNEWS

※上記「ニュースの森くまもと」の後継番組（「RKKワイド夕方いちばん」に内包）。
- せい太郎のざぁーっとサタデー

※土曜正午から生放送されていたローカルワイド番組。司会が大野勢太郎、梨元勝や井手らっきょなどが出演。
- いまどきっマガジン!タングラム

※土曜夕方に放送されていたローカルワイド番組。宮脇利充（RKKアナウンサー）と塚原まきこ、うんばば中尾らが出演。
- ひらけ!オタキッキ

※毎月最終金曜深夜に放送されていた情報番組。「月刊タウン情報クマモト」とのタイアップ。
- ニュースな気分ビバ!

※土曜の午前中に放送されていたローカルワイド番組。江越哲也とRKKアナウンサーの野溝美子が司会を務めた。
- どよテン

※土曜の午前中に放送されていたローカルワイド番組。番組タイトルの由来は、「土曜日」と「てんこ盛り」という2つの語句を組み合わせ略したもの。RKKアナウンサーの木村和也と野溝美子、かめきちらが出演していた。なお、このメンバーは番組終了後の2002年に始まった夕方いちばんにも出演している。
- 熱血ジャゴ一座
- 根本要の音楽山盛
- 痛快!どろんこ塾
- 佐賀県便り

これは、開局当初佐賀県に民放テレビ局がなく、佐賀県民がRKKなど周辺県の放送を視聴したことを配慮して放送した。#佐賀県とのつながりの項を参照されたい。
- 浩一のがまだせ!熊本

※熊本の農業についての話題を紹介する番組。
前身の番組「およねの農事メモ」はクイズダービーでも出題されたことがある。
2011年10月以降は、媒体をラジオに移行し、同局のラジオ番組「とんでるワイド 大田黒浩一のきょうも元気!」内で毎週月曜と金曜の10時40分頃に放送。
- RKKワイド夕方いちばん

※月曜 - 金曜の夕方に生放送されていた夕方ワイド番組。RKKアナウンサーの木村和也と野溝美子、長船なお美、かめきちらが出演していた。
- ウェルカム!（放送終了時の放送時間は月曜 - 金曜 15:00 - 15:49）

2015 - 2018年度の夕方ワイド番組であった
- RKK NEWS JUST.（月曜 - 金曜 18:15 - 18:55）
- はっ県!くまモンラボ（水曜 19:50 - 19:56）
- アングルシリーズ

※アングル75、アングル76、アングル77他 特集番組。
- パチンコ研究所（日曜 24:50 - 25:20）
- Biz!（毎月最終日曜16時台 ※1時間番組）
- Sound steady
- 女性の健康Q&A
- くまモンスマイルジャンプ!

#### ネット番組

##### TKU開局まで放送されていたフジテレビ系列の番組
- 鉄腕アトム（モノクロ版）
- ズバリ!当てましょう（TKU開局後もしばらくネット）
- テレビ寺子屋（テレビ静岡制作、TKUが既に開局していたのにも関わらず、1977年4月から1979年9月まではRKKが放送していた。）
- スター千一夜
- 日清ちびっこのどじまん
- 三匹の侍
- 宇宙エース→ハリスの旋風
- 鉄人28号（第1作）
- 忍者部隊月光
- リボンの騎士
- W3

ほか

##### KKT開局まで放送されていた日本テレビ系の番組
- あなたのワイドショー → ミセス&ミセス→ルックルックこんにちは（9:30分からの時差放送。1982年2月26日打ち切り。以後KKTサービス放送開始直前までの4週間、熊本では放送なし）
- 土曜グランド劇場（火曜 22:00 - 22:54）
- 特ダネ登場!?（同時ネット）
- 水曜20時台枠

おひかえあそばせ→気になる嫁さん→パパと呼ばないで→雑居時代→天下のおやじ→マチャアキのガンバレ9時まで!!→俺たちの勲章→山盛り食堂→泣かせるあいつ→気まぐれ天使→気まぐれ本格派→ゆうひが丘の総理大臣→あさひが丘の大統領→痛快!ピッカピカ社員→俺はおまわり君→先生は一年生
- ごちそうさま（KKTサービス放送開始直前の1982年3月26日まで）
- おしゃれ（KKTサービス放送開始直前の1982年3月26日まで）
- 三枝の爆笑夫婦（KKTサービス放送開始直前の1982年3月26日まで）
- お笑いマンガ道場（中京テレビ制作）
- 驚異の世界・ノンフィクションアワー（金曜 19:00 - 19:30）
- 金曜19時後半枠（KKT開局まで同時ネット）
  - レ・ガールズ→ハッチャキ!!マチャアキ → コント55号のなんでそうなるの? → カックラキン大放送!!
- 金曜20時台枠（KKT開局まで同時ネット）
  - 三菱ダイヤモンド・アワー→太陽にほえろ!
- 健康増進時代（日本医師会提供）
- 日テレ版水曜ロードショー（「土曜ロードショー」として、土曜深夜に5か月遅れの内容を一部編集して放送していたが、日テレ版水曜ロードショーがKKTに移行した後は、タイトルを引き継ぐ形で自主制作の内容で放送された。）
- よみうりテレビ制作土曜19時台前半枠（木曜 19:00 - 19:30）
  - 黄金バット→巨人の星→天才バカボン
  - おんぶおばけ→冒険コロボックル
  - 全日本歌謡選手権（1975年9月までは火曜 19:30 - 20:00、1975年10月からは木曜 19:00 - 19:30に放映。）→そっくりショー（第4期）→新・巨人の星→宇宙戦艦ヤマト2→新・巨人の星II→宇宙空母ブルーノア
  - 宇宙戦艦ヤマトIII
- 宇宙戦艦ヤマト（1974年度版、日曜 11:30 - 12:00）（後番組は秘密戦隊ゴレンジャー）
- 全日本プロレス中継（1979年に放送打ち切り）
- すばらしい世界旅行
- ルパン三世 (TV第2シリーズ)
- 日曜20時台枠（KKT開局まで同時ネット）

青春とはなんだ→これが青春だ→でっかい青春→進め!青春→コント55号の裏番組をぶっとばせ!→おれは男だ!→飛び出せ!青春→われら青春!→水もれ甲介→俺たちの旅→俺たちの朝→俺たちの祭→青春ド真中!→西遊記→俺たちは天使だ!→西遊記II→猿飛佐助→黄土の嵐→宇宙空母ギャラクティカ→日曜お笑い劇場→日曜8時!ドパンチ放送!!→俺はご先祖さま→陽あたり良好!（第2回まで放送。）
- 流星人間ゾーン（日曜 11:30 - 12:00）
- 子連れ狼（日曜 17:30 - 18:26）
- 全国高等学校サッカー選手権大会（熊本県大会に限り、KKT開局後も1996年度まで放送）
- 鉄腕アトム (アニメ第2作)（1981年4月 - 9月に木曜 19:00 - 19:30の半年間放映。第27話で打ち切り。1984年にKKTで全話放映。）
- ミユキ野球教室
- 大都会 闘いの日々→大都会 PARTII→大都会 PARTIII（土曜 22:00 - 22:54）
- 大追跡
- 探偵物語
- 東京バイパス指令
- ゴールドアイ
- テレビ三面記事 ウィークエンダー（KKT移行前は、木曜 23:20 - ）
- 徳光和夫のTVフォーラム（KKT開局後の開始だが、松下電器グループの意向によりRKKで放送）
- 遠くへ行きたい（よみうりテレビ制作）
- 新・エースをねらえ!
- 家なき子（1977年度のアニメ版を放映）→宝島（水曜  17:30 - 18:00）
- シャープクライマックス 人生はドラマだ
- ムーの白鯨（よみうりテレビ制作）
- 火曜サスペンス劇場（RKKでは最初の半年間のみ、『サスペンス劇場』として遅れネット[注 28] で放送）
- オズの魔法使い→立体テレビ・オズの魔法使い
- タイガーマスク
- 踊って歌って大合戦

ほか

##### KAB開局まで放送されていたテレビ朝日系の番組
- 八木治郎ショー（腸捻転解消後も放送）
- 仮面ライダーシリーズ（腸捻転解消後も放送、平成・令和シリーズはKABで放送、ここでは腸捻転時代に放送の作品のみ挙げる）

仮面ライダー（毎日放送制作、月曜 18:00 - 18:30）→仮面ライダーV3→仮面ライダーX→仮面ライダーアマゾン（ネットチェンジのため第8話で打ち切り）
- はじめ人間ギャートルズ（朝日放送制作、TBS系時代は土曜 19:00 - 19:30枠で同時ネットだったが、ネットチェンジに伴い『仮面ライダーアマゾン』を打ち切った上で1975年4月7日より月曜 18:00 - 18:30に移動）
- 必殺シリーズ（朝日放送制作、腸捻転解消前から放送。1978年4月からTKUに移行）
- 火曜21時時代劇枠（2局時代は日曜 22:30に5日遅れで放送）
  - 大忠臣蔵→荒野の素浪人→荒野の用心棒→破れ傘刀舟悪人狩り→破れ奉行→江戸の鷹 御用部屋犯科帖→破れ新九郎→半七捕物帳→江戸の牙→鬼平犯科帳（萬屋錦之介主演版）→柳生あばれ旅→文吾捕物帳→柳生十兵衛あばれ旅
- 水曜21時時代劇枠（1971年ごろは火曜22時台に放送していた）
  - 日本剣客伝→新・日本剣客伝→日本任侠伝→燃えよ剣→宮本武蔵→軍兵衛目安箱→半七捕物帳（平幹二朗主演）→さすらいの狼→長谷川伸シリーズ→新書太閤記→女・その愛のシリーズ→右門捕物帖 (1974年のテレビドラマ)→鬼平犯科帳（丹波哲郎主演）→徳川三国志→人魚亭異聞 無法街の素浪人
- 特別機動捜査隊
- 鉄道公安36号
- 非情のライセンスなど木曜22時ドラマ枠（月曜 23:30 - →火曜23:35 -）
- 旅がらすくれないお仙
- スーパー戦隊シリーズ（1979年、巨大ロボが必ず登場する八手三郎原作の東映オリジナル作品であるバトルフィーバーJからTKUに移行）

秘密戦隊ゴレンジャー→ジャッカー電撃隊
- 土曜ワイド劇場（途中でTKUに移行）
- モーニングショー（RKKでは、1966年4月4日ネット開始）
- 100万円クイズハンター
- 平日正午の枠（1968年ネット開始。15:00から→KKTサービス放送開始の1982年3月29日以降は14:00からの時差ネット）

アフタヌーンショー→なうNOWスタジオ→新・アフタヌーンショー→布施明のグッDAY→欽ちゃんのどこまで笑うの?!
- 新婚さんいらっしゃい!（朝日放送制作）
- あまから問答
- あばれはっちゃくシリーズ
- ドラえもん
- 欽ちゃんのどこまでやるの!?
- ビートたけしのスポーツ大将（2015年以降の特番はKABで放送）
- クイズ地球の歩き方
- デビルマン→ミクロイドS→キューティーハニー
- 月曜19時台前半アニメ枠
  - 海賊王子→魔法使いサリー（第1シリーズ）→ひみつのアッコちゃん（第1シリーズ）→魔法のマコちゃん→さるとびエッちゃん→魔法使いチャッピー→バビル2世→ミラクル少女リミットちゃん→魔女っ子メグちゃん
- 夢戦士ウイングマン
- もーれつア太郎（第1シリーズ）
- 熱闘甲子園（朝日放送制作）
- 明色お笑いゲーム合戦（毎日放送制作、腸捻転解消前に放送）
- 川崎敬三の料理ジョッキー
- 象印スターものまね大合戦（日曜 10:00から）
- 野生の王国（NETネット時代は水曜 18:00から）
- 勇者ライディーン
- マシンハヤブサ
- 幽霊城のドボチョン一家
- 無敵ロボトライダーG7
- 最強ロボダイオージャ
- 戦闘メカ ザブングル
- 機甲戦記ドラグナー
- 機動戦士ガンダム（名古屋テレビ制作）
- 機動戦士Zガンダム（名古屋テレビ制作）
- 機動戦士ガンダムΖΖ（名古屋テレビ制作）
- 聖戦士ダンバイン（名古屋テレビ制作）
- 明日の経営戦略
- 重戦機エルガイム
- 宇宙怪人ゴースト
- チキチキマシン猛レース
- かわいい魔女ジニー
- 奥様は魔女
- 佐武と市捕物控
- 破裏拳ポリマー
- 昭和アホ草紙あかぬけ一番!
- 鋼鉄ジーグ
- 正義のシンボル コンドールマン
- 宇宙魔神ダイケンゴー

ほか

##### テレビ東京系列
- 日経スペシャル カンブリア宮殿（現在はkktで放送）
- なつかしの歌声（月曜 23:00 - 23:30）
- レディス4（1997年3月31日開始 - 2008年9月26日打ち切り）
- ソロモン流（途中打ち切り、後にKABでも放送）
- 出没!アド街ック天国（2005年4月開始 - 2017年3月打ち切り）
- 主治医が見つかる診療所（第2期）（レギュラー放送第1期はkktで放送、途中打ち切り、現在はTKUで不定期放送）
- 週刊真木よう子
- 日曜ビッグスペシャル
- ビックリマン2000（朝日放送テレビ制作の『ビックリマン』・『新ビックリマン』はTKU→KABで放送）
- りぼん魔法少女シリーズ
  - 赤ずきんチャチャ→ナースエンジェルりりかSOS→こどものおもちゃ
- 三宅式こくごドリル
- 奥さまは外国人
- エンジョイガレッジ
- タミヤRCカーグランプリ（1987年4月開始、途中打ち切り）
- 演歌の花道（単発で放送、途中打ち切り）
- 鈴木健二の気くばりトーク
- クイズ地球まるかじり
- 絶品!地球まるかじり
- クイズところ変れば!?
- あっぱれ!日本一
- 女と愛とミステリー
- スキヤキ!!ロンドンブーツ大作戦
- ヤンヤン歌うスタジオ
- グロイザーX（月曜 17:00 - 17:30）
- 妖怪伝 猫目小僧（月曜 17:30 - 18:00）
- 恐竜大戦争アイゼンボーグ（金曜 17:00 - 17:30）
- まいっちんぐマチコ先生
- 光速電神アルベガス
- キャプテン翼（第1作・第4作（シーズン1のみ））
- 新世紀エヴァンゲリオン
- ココリコミリオン家族
- エンジョイガレッジ→ガレッジ×ビレッジ
- キンコンヒルズ
- タカトシの空飛ぶチェリーパイ
- MUSIX!
- 田舎に泊まろう!
- アリケン
- ピラメキーノG
- まんが猿飛佐助（火曜夕方に時差ネット）
- まりあ†ほりっく あらいぶ
- ウレロ☆未確認少女→ウレロ☆未完成少女
- 空から日本を見てみよう
- 石川遼スペシャル RESPECT 〜ゴルフを愛する人々へ〜
- 〜どうぶつ冒険バラエティ〜ワンダ!
- KOZY'S NIGHT 負け犬勝ち犬
- 貧乏神が!
- ペット大行進! ど〜ぶつくん
- ヒャッキン!〜世界で100円グッズを使ってみると?〜
- ウルトラマン列伝（途中打ち切り、『ウルトラマンオーブ』以降は県内未放送）
- 私がモテないのはどう考えてもお前らが悪い!
- お金がなくても幸せライフ がんばれプアーズ!
- 新みつばちマーヤの冒険
- 海外行くならこーでね〜と!
- 撮りッたがり決死隊 トッターマンDS→地球調査船アメディゾン
- くじらのホセフィーナ
- 未来ロボ ダルタニアス
- スパイダーマン
- 蒼の彼方のフォーリズム
- 激走!GT（不定期放送）
- Wake Up, Girls!
  - Wake Up, Girls! 新章
- 斉木楠雄のΨ難（第1期・第2期共に放送、完結編は未放送）
- カウボーイビバップ
- 電脳冒険記ウェブダイバー
- 爆闘宣言ダイガンダー
- 百獣王ゴライオン
- 宇宙大帝ゴッドシグマ
- 機甲艦隊ダイラガーXV
- 少女雑貨専門TVエクボ堂
- アニメ 野生のさけび
- NARUTO-ナルト-→NARUTO -ナルト- 疾風伝
- スナックワールド
- 妖怪ウォッチ→妖怪ウォッチ!→妖怪学園Y 〜Nとの遭遇〜（『妖怪ウォッチ シャドウサイド』と『妖怪ウォッチ♪』は県内未放送）
- 電影少女〜VIDEO GIRL AI 2018〜
- BEM
- 七つの大罪 神々の逆鱗（第2期まではTBS系番組として同時ネット、第4期は県内未放送）
- 太一×ケンタロウ 男子ごはん→男子ごはん（現在はkktで放送）
- 新幹線変形ロボ シンカリオンZ（第1期はTBS系番組として同時ネット、第3期は県内未放送）
- 超かわいい映像連発!どうぶつピース!!
- ドラゴンクエスト ダイの大冒険（1991年版はTBS系番組として同時ネット）
- BLEACH 千年血戦篇（1クール目のみ放送[注 29]、前作はKABで放送[注 30]）
- 僕の姉ちゃん

他多数

##### 独立局他
- ガンパレード・マーチ 〜新たなる行軍歌〜（RKK初のUHFアニメ）
- CD NEWS （千葉テレビ制作）
- らき☆すた（UHFアニメ）
- saku saku（tvk制作）
- バカヂカラ
- バナナ炎 → バナナ炎炎
- 業界用語の基礎知識 壇蜜女学園（5いっしょ3ちゃんねる・ひかりTV共同制作）
- 断裁分離のクライムエッジ
- リアル鬼ごっこ THE ORIGIN（ジェネオン・ユニバーサル・エンターテイメント・千葉テレビなどの共同制作）
- Hawaii Five-0
- 玉瀧光（ひかりTV制作）
- 山田くんと7人の魔女
- ビッグオーダー
- 暁のヨナ
- 南鎌倉高校女子自転車部
- RWBY
- 宇宙よりも遠い場所
- あかねさす少女
- ケムリクサ
- 鬼滅の刃（1期再放送以降及び劇場版はTKUで放送）
- 放課後ていぼう日誌
- 武井壮しらべ 誰もやらなきゃオレがやる!!（TOKYO MX制作）
- フィッシング ライフ（サンテレビ制作）

ほか多数

### 過去のケーブルテレビ区域外再放送局
以下のケーブルテレビではテレビが区域外再放送されていた。太字はデジタル完全移行後も一時実施していた局。
長崎県
- ケーブルテレビジョン島原（カボチャテレビ）
- 西九州電設（ひまわりテレビ） - 熊本県玉名市は区域内のため継続。

佐賀県
- 佐賀シティビジョン（ぶんぶんテレビ）
- 小城ケーブルテレビ
- 多久ケーブルテレビ
- 伊万里ケーブルテレビジョン（はちがめネット）
- 西海テレビ
- ケーブルワン
- ネット鹿島（アスネット）
- 藤津ケーブルテレビジョン
- テレビ九州（KTKネット）
- 唐津ケーブルテレビジョン - TVQ九州放送開局後再送信をやめた。

## アナウンサーほか

### アナウンサー
男性
- 1991年 木村和也（きむら かずや） - アナウンス部長および報道製作局専門部長[67]兼任。
- 2014年 田名網駿一（たなあみ しゅんいち）
- 2021年 沖村考祐（おきむら こうすけ）
- 2025年 丸山丈瑠（まるやま たける）

女性
- 2015年 糸永有希（いとなが ゆき）
- 2017年 福居万里子（ふくい まりこ） - 元NHK長崎放送局・NHK福岡放送局キャスター。2020年より報道部記者兼ニュースキャスターを経て2022年に復帰
- 2020年 後生川凜（ごしょがわ りん）[68]
- 2023年 坂本くるみ（さかもと くるみ） - 専任気象予報士兼お天気キャスター兼務。元テレビ大分及びRKB毎日放送アナウンサー
- 2024年 亀山真依（かめやま まい）

### ラジオカーリポーター
RKKラジオのラジオカーの名称はミミー号（先述）、リポーターのことをミミーキャスターと呼称する。2025年4月現在、以下の3名が在籍している。
- 小出馨子（51期生）
- 古戝沙季（52期生）
- 川原舞優（54期生）

### パーソナリティ

#### 2025年4月現在
テレビ番組・ラジオ番組（自社制作ポッドキャスト含む）で定期的に活動中の者を記す。★は現職の熊本放送社員、☆は同局の元アナウンサー、◇はミミーキャスターOG。
男性
- ★☆青谷倫太郎
- イサオ
- イズミダタツヤ
- 江越哲也
- 奥田圭
- 大田黒浩一
- ☆梶原一生
- 片岡圭助
- かめきち
- ★くーじー
- ★鵜川健（スタッフ1号）
- 田中洋平
- DJジーノ
- DJ MASCOT
- まさやん
- 村井けんたろう
- 山内要（慶徳二郎）
- 渡辺大輔

女性
- ◇浅利ありさ
- 今村直美
- ◇岩本実希
- ★☆江上浩子
- 長船なお美
- 鬼塚えりこ
- ◇加納麻衣
- ◇川上涼佳
- ◇草野遥
- 小松野希海
- すみママ
- 塚原まきこ（まこ、まこりーぬ）
- ◇津田ひかる
- ◇常盤よしこ
- 西村赤音
- ☆◇又野千紘
- 丸井純子
- 水上清乃
- 村上美香
- ☆山田法子
- 李呼

他多数

### 元アナウンサー
●は故人。

#### 男性
- 1953年
  - ●楠田主計（くすだ かずえ）⇒RKKの第1号アナウンサー。
- 1962年
  - ●木林淳寛（きばやし あつひろ）⇒のち報道部、退社。2022年8月に死去[69]。
- 1968年
  - 岩元克雄（いわもと かつお）
- 1970年
  - 片岡昭（かたおか あきら）⇒のちRKK学苑長等を経て、ニュースキャスターとしてラジオ放送の熊日ニュースを担当していた。退社?
  - ●[70]原武博之（はらたけ ひろゆき）⇒退社（ラジオ局を最後に定年退職）[注 31]。
- 1974年
  - 梶原一生（かじわら いっせい）⇒先述。編成部門を経て退社[注 32]
  - 清原憲一（きよはら けんいち）⇒のち報道制作局専任局次長兼RKK学苑長[注 33]、退社?
- 1975年
  - 山田邦博（やまだ くにひろ）⇒退社
- 1979年
  - 二子石隆一（ふたごいし りゅういち）⇒のち熊本産業文化振興（グランメッセ熊本の管理会社）代表取締役社長[71]、退社
- 1981年 
  - 本田史郎（ほんだ しろう）⇒65歳を迎えた2022年4月迄在籍[注 34]。
- 1984年 
  - 宮脇利充（みやわき としみつ）⇒ラジオ局次長及びラジオ制作部部長[67]を最後に2021年定年退職[72]。再就職ののちもラジオ番組『ニュース515プラス』に月1回出演している。
  - 堀川浩一（ほりかわ こういち）⇒ラジオ制作部、販促事業部等を経て総務部を最後に2022年定年退職
- 1993年 
  - 小林明弘（こばやし あきひろ） ⇒ 1998年他部署に異動、2021年4月報道部から異動しアナウンサーに復帰し報道製作局アナウンス部長[67]を経て現東京支社
- 1997年 
  - 佐々木慎介（ささき しんすけ）⇒ 報道部記者兼ニュースキャスターを経て現テレビ営業部[73]
- 1998年 
  - 山崎雄樹（やまさき ゆうき）⇒ 現フリーアナウンサー（圭三プロダクション所属[74]）
- 2005年
  - 青谷倫太郎（あおたに りんたろう）⇒上述。報道部記者→テレビ局→報道部→?
- 2009年
  - 吉田明央（よしだ あきお） ⇒2025年異動。
- 2018年
  - 上田敦史（うえだ あつし）⇒退社。元宮崎放送
- 2021年 
  - 米満薫（よねみつ かおる）⇒ 現 報道部
- 副島孝一（そえじま こういち）⇒退社
- 斉藤誠一（さいとう せいいち）⇒退社
- 佐土原明（さどはら あきら）
- 高橋和男（たかはし かずお）
- 丸井久志（まるい ひさし）
- 大久保公彦（おおくぼ きみひこ）⇒のちラジオ制作部
- 堀田智成（ほった ともなり）⇒のち報道部記者（2012年定年退職）

#### 女性
- 1966年
  - ●滝良子（たき りょうこ）⇒退社後、ニッポン放送「滝良子のミュージックスカイホリデー」のパーソナリティを長らく務めた。2021年8月に死去[75][76]。
- 1976年
  - 香山眞理子[注 35]（こうやま まりこ）⇒1999年退社、2000年4月の参院補欠選挙に当時の民主党から出馬（32万票を獲得するが落選）。
- 1977年
  - 畑智恵子（はた ちえこ）⇒退社
- 1978年
  - 小宮恵子（こみや けいこ）[注 36]⇒テレビ編成業務部を経て退社?
- 1983年 
  - 井上佳子（いのうえ けいこ）⇒退社、現在長崎県立大学国際社会学部教授
  - 福島絵美（ふくしま えみ）⇒退社 （2021年定年退職）。現在はフリーアナウンサー。
- 1988年 
  - 檜室英子（ひむろ えいこ）⇒報道部等を経て退社
- 1991年 
  - 江上浩子（えがみ ひろこ）⇒先述。現コンテンツ局局長代理兼音声コンテンツ担当部長。専属ラジオパーソナリティ兼務。
- 1994年
  - 尾川直子（おがわ なおこ）⇒退社、現在アプローズキャリア講師
- 1997年
  - 本田恭子（ほんだ きょうこ）
  - 野溝美子（のみぞ みこ）⇒ ラジオ制作部（ディレクター兼専属ラジオパーソナリティ）を経て異動
- 2001年 
  - 岡村久美（おかむら くみ）⇒ 現在報道製作局デジタルメディア部所属。
- 2003年
  - 岡村清香（おかむら さやか）⇒退社
- 2006年
  - 山田法子（やまだ のりこ）⇒上述。退社、現在フリーアナウンサー
- 2012年 
  - 柿木綾乃（かきのき あやの）⇒退社、TNCに移籍
- 2017年
  - 又野千紘（またの ちひろ）⇒退社。元ミミーキャスター（33期、2007年から2010年）→フリー→局アナ[注 37]→フリー。
  - 平岡夏希（ひらおか なつき） ⇒入社時は報道部記者、2020年[68]-2025年アナウンス部に在籍。現報道部。
- 2022年
  - 上岡梨紗（うえおか りさ） ⇒元NHK新潟放送局キャスター 、退社
- 橋本晴美（はしもと はるみ）⇒現人事部
- 富永育代（とみなが いくよ）⇒現ラジオ営業部
- ●長曽我部桂子（ちょうそかべ けいこ）
- 中島喜久（なかしま きく）⇒のちに報道部、退社
- 藤井晶（ふじい あき）⇒退社
- 岡田佳子（おかだ よしこ）⇒退社
- 篠崎和子（しのさき かずこ）⇒退社
- 浅井みどり（あさい みどり）- ラジオキャスター⇒フリーアナウンサー
- 奥田富美（おくだ ふみ）⇒退社
- 古賀由理子（こが ゆりこ）⇒退社
- 梅田奈保子（うめだ なほこ）⇒退社
- 植田和子（うえだ かずこ）⇒退社
- 竹内明子（たけうち あきこ）⇒退社
- 林田美恵子（はやしだ みえこ）⇒退社後フリーアナウンサーを経て、現在は熊日生涯学習プラザ講師
- 白石裕美子（しらいし ゆみこ）⇒退社
- 古木信子（ふるき のぶこ）⇒退社。朗読家、作家として活動中

### その他の著名な在籍者
- 久島健一（くじま けんいち）⇒1992年入社。ラジオ営業部→東京支社→ラジオ編成制作部→ラジオ制作部→デジタル推進部[77]→デジタルメディア部→総務部→ラジオ局ラジオ制作部兼ラジオ局専門部長を経て、メディア総局（音声コンテンツセクション）所属。上述の通り、専属ラジオパーソナリティとしては「くーじー」名義を使用。
- 鵜川健（うがわ けん）⇒2003年入社。テレビ局テレビ制作部（→旧ジェイ・ムーブ出向）→メディア総局（映像セクション）所属。上述の通り、専属ラジオパーソナリティとしては、エグゼクティブ・プロデューサーを務めているテレビ番組「水曜だけど土曜の番組」での愛称にちなんだ「スタッフ1号」名義を使用。
- 森明子（もり あきこ）⇒2005年入社。報道部→メディア総局（報道セクション）所属。元気象庁職員。専任気象予報士兼気象・地震担当記者及びお天気キャスター。

## 情報カメラ設置ポイント
- 熊本市（桜町方面）
- 熊本市（白川）
- 熊本市（熊本駅白川口）
- 阿蘇くまもと空港
- 阿蘇市（阿蘇火山博物館屋上・草千里）
- 人吉市
- 牛深市（ハイヤ大橋）

## 編成の特徴

### テレビ
熊本放送はJNNフルネット局のため、水曜 19 - 21時台を除くゴールデンタイムをはじめ、TBS系列全国ネットの番組は原則ネットしているものの、「王様のブランチ」（第2部）や「サンデージャポン」（後者は2020年（令和2年）4月より遅れネット）の全編と「バナナマンの早起きせっかくグルメ!!」は放送されておらず、自主制作や他系列の番組やブロックネット番組に差し替えているケースが多いが、「サタデーずばッと」→「上田晋也のサタデージャーナル」→「まるっと!サタデー」→「夜明けのラヴィット!」は同局で2013年（平成25年）4月6日より全編フルネットを開始した。
RKKテレビの公式サイトにはTBSやJNN系列と一緒にテレビ東京のバナーも貼られていることから、その関係の深さを窺い知れる。また「日経スペシャル ガイアの夜明け」等といったテレビ東京系列で放送されている経済ドキュメンタリー番組や一部バラエティー番組などを放送している。
以上の点から、RKKテレビの編成は地方の4局地帯としては独自色がかなり強いものとなっている。

### ラジオ
福岡県域のラジオ局が熊本県内（特に県庁所在地かつ最大都市の熊本市）で聴取可能な地域が多いこと、北部九州（福岡県、佐賀県、長崎県）の電波銀座に向けた聴取者獲得などから、平日午後と日曜日を除き、自社制作番組の本数が多い。3大キー局（TBSラジオ、文化放送、ニッポン放送）の番組購入本数は他県の局と比べてもかなり少なく、代わりにRFラジオ日本の番組をネットしている。
また2021年以降は、ブロックネット以外の番組をネット受けするケースが増えており、2025年1月以降は、それまで番組を相互供給していた南日本放送（MBCラジオ）以外の九州・沖縄のJRN系列各局の社内事情もあり、各局に対して自社制作番組を供給することが激増している。

## 佐賀県とのつながり
UHF中継局が広まる1960年代後半以前は、佐賀県南部・福岡県筑後地方沿岸部・長崎県島原半島東部では熊本の放送を受信するのが一般的で、RKK（11ch）とNHK熊本放送局の総合テレビ（9ch）や教育テレビ（現・Eテレ）（2ch）を視聴するのが基本だった。
福岡県筑後地方沿岸部と佐賀県南部は1970年代以降は在福局（福岡県域局）受信が一般化した。実際、1960年（昭和35年）から1974年（昭和49年）までRKKは佐賀支局を設置していた。佐賀支局は佐賀県と福岡県筑後地方沿岸部の報道取材と広告営業を主に行っていた（JNNでは佐賀県の報道取材は現在RKB毎日放送が行っている）。
アナログ波の時代は佐賀県の9割以上の地域や長崎県島原半島地域、福岡県筑後地方沿岸部、鹿児島県出水市周辺などでRKKのテレビ放送を視聴する事が可能だったが 、これはテレビ放送開始前の1957年（昭和32年）12月に有明放送を吸収して、将来的に有明海一帯の放送を狙っていた事の名残である。
サガテレビ（sts）が開局するまでは佐賀県の広報番組はRKKで放送されていた。全国高等学校ラグビーフットボール大会の佐賀県大会の決勝戦は、1990年代までRKKが中継した（その後中継体制縮小までRKB毎日放送へ引き継ぎ。stsではこの大会を中継していない）。
なお、全国高等学校野球選手権大会の佐賀県大会は民放で放送なし、全国高等学校サッカー選手権大会の佐賀県大会は福岡放送（FBS）が担当している。
アナログテレビ放送の終了まで福岡波とともに佐賀県の半数以上のケーブルテレビ局でRKKの再送信が行われ、同県南部地方では久留米（九千部山）中継局、佐賀（日の隈山）親局とともに熊本親局の金峰山に向けてVHFアンテナを立てている世帯が多かった（一部には同一方向にUHFアンテナも立てている家屋もあり）。また、山陰になって九千部山や日の隈山の電波が届きにくい佐賀市や神埼市の一部では熊本親局（金峰山）や在福局の大牟田中継局（甘木山）を狙ってアンテナを向けている場所がある。
一方で、福岡県大牟田市に接する荒尾市周辺では大牟田中継局向けUHFアンテナと熊本親局向けVHFアンテナと言う組み合わせも多く見られる（つまりは熊本親局向けUHFアンテナを設置していない）。これは大牟田・荒尾両市が歴史的にも密接な繋がりがある事や、荒尾市の生活圏が福岡寄りになっている事が大きな要因とされている。
RKKを始めとする熊本各局のデジタル波も佐賀県南部まで届いており、テレビ放送を視聴することはできるが、2011年（平成23年）7月24日までの時点で従来からのアナログ波との混信により一部の局を除くとあまり映りは芳しくなかった。ケーブルテレビのデジタル再送信については従来エリアとしていた有明海沿岸地域についてのみ個別に許可を出していたが、デジタル化で送出媒体が他局（他社）と同一条件になるため、今後TKUなど他社の反対により取り止めになる可能性も残っていた。
結局、佐賀県内の業者はRKKのデジタルテレビの再送信を行わなかった。また、先述の長崎県のケーブルテレビ2社は地デジ移行後も再送信が行われていたが、加入者の意向もあって順次RKBに切り替え、2013年（平成25年）春にはRKKの区域外再放送を行うケーブルテレビ局は皆無となった。
RKKのラジオ放送もテレビ同様、佐賀県を含む有明海沿岸一帯で聴取可能である （1197kHz） 。
RKKラジオのワイドFM（91.4MHz）も、佐賀県を含む有明海沿岸一帯で聴取可能である。

## ソーシャルメディアへの展開
RKKのテレビやラジオのローカルワイド番組には熊本県内だけでなく県域を越えて周辺各県からのメールやFAXが多数届いている。2010年（平成22年）以降は、一部のラジオ生放送においてUstream同時配信が行なわれるようになったため、九州内各地のみならず、全国各地から投稿が寄せられる事も多くなった。2011年（平成23年）8月には、古代山城サミット山鹿・菊池大会プレイベント「烽火（のろし）リレー」をUstream配信。福岡県太宰府から熊本県鞠智城まで、およそ100キロを烽火（のろし）でリレー、その模様をカメラ11台を使ってライブ配信した。Ustream以外のソーシャルメディア展開も行なっており、サイトで紹介している。2009年（平成21年）7月の「熊本日食ライブ」ではTwitterを連動し、JNN系列のなかでも先駆的にソーシャルメディアの検証をスタートした。2010年（平成22年）11月にはRKKとフロンティアビジョン（株）で制作したツイッター運営番組支援アプリ「Twit-R」が第14回JNN技術賞で最優秀賞を受賞した。
- RKK Twitter  http://rkk.jp/twitter/
- RKK Ustream  http://rkk.jp/ustream/
- RKK Facebook  http://rkk.jp/facebook/

## キャッチコピー
- みどりの周波数 RKK（1984年（昭和59年） - 1994年（平成6年））
- なんでもあり。RKK（1994年（平成6年） - 2003年（平成15年））
- RKKがはじまるよ。（2003年（平成15年）、開局50周年記念）
- グッと!RKK（2005年（平成17年） - 2008年（平成20年））
- いいことあるぽ RKK（2009年（平成21年） - 2012年（平成24年））
- あしたがR! RKK（2013年（平成25年） - 2018年（平成30年）3月）
- うふふ。 RKK[注 42]（2018年（平成30年） 、開局65周年記念）
- それ、超えていこう。（2023年（令和5年）、開局70周年記念）

## イメージキャラクター

### テレビ・ラジオ

#### 現在
```
*
2006年
（平成18年）
11月1日
 - ：「
あるぽ
」
```

- - 誕生経緯から、2016年頃まではテレビのみでの使用だったが、後述するラジオ独自のキャラクター「ラディット」と入れ替わるようにラジオでも使用されることとなり、2023年に会社のロゴマークが変更されると同時期に音声合成を用いて喋るようになった。

### ラジオ

#### 過去

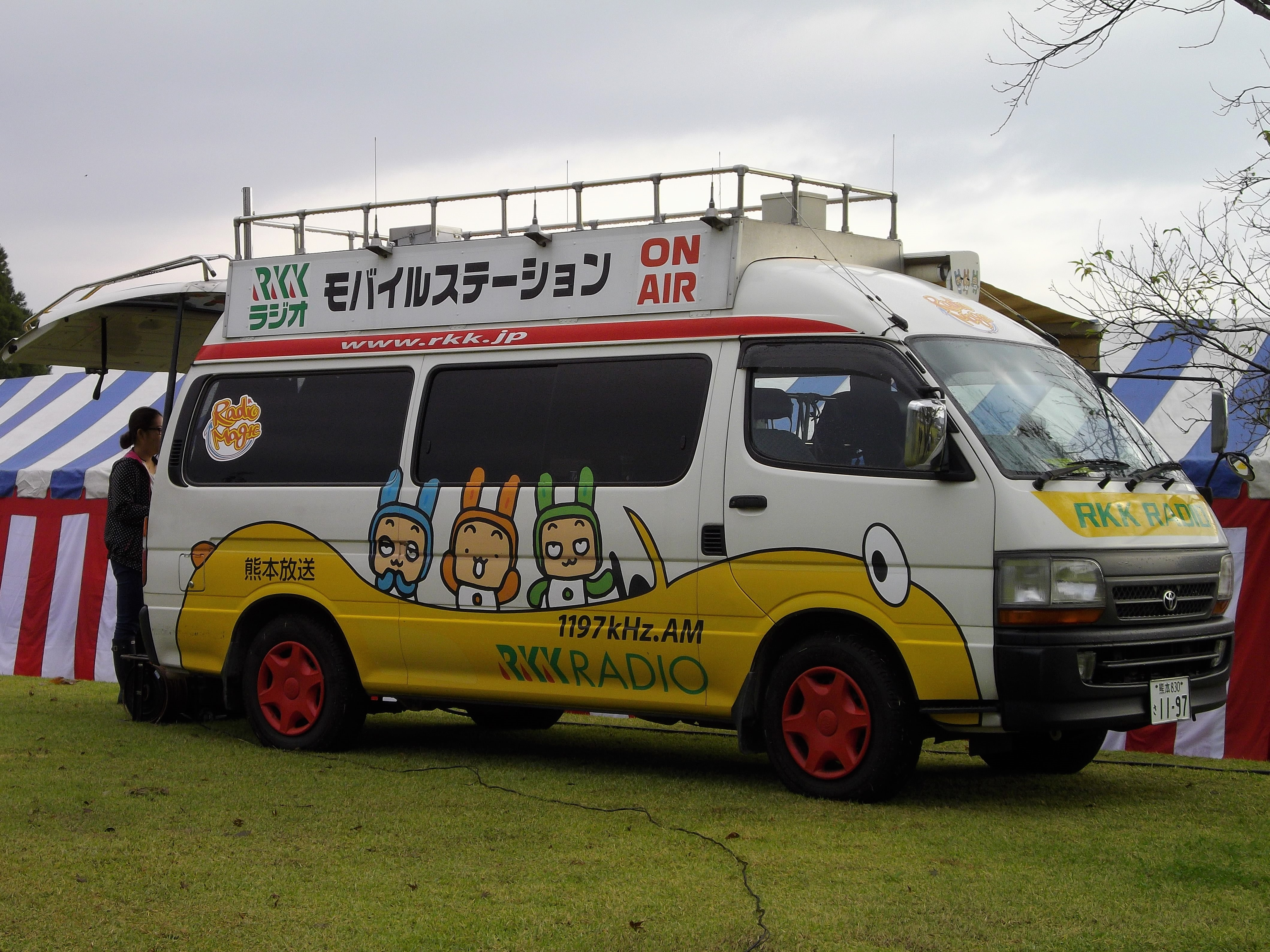
2001年から使用されていたラディット（左から順にスピィ、ラピィ、トピィ）が描かれていたラジオカー『モバイルステーション』号

- 「ラディット」（公式ホームページ ）
  - 1999年頃から「Radio Magic」のキャッチコピーと共に使用され、まほうのラジオから生まれたウサギたち、という設定でラピィ・トピィ・スピィの3人からなる。デザインはのちの2019年から同局でパーソナリティを務めることとなるイラストレーターの村井けんたろう[注 43]。テーマソングもあり、ラジオ独自のキャッチコピーが「AMへ、かえろう。」へ変更される2006年頃まではラディットが声を担当する15時時報直前の局名告知ジングル[注 44]で一部が流れていた。「あるぽ」誕生以前は着ぐるみで「ラジオの日」等に登場することもった。ラジオ関係の車両のデザインにも用いられ、2001年に更新導入・命名された公開生放送用の大型ラジオカー「モバイルステーション号」（上写真）は、クジラに乗ったラディットをモチーフとしたデザインとされ、ミミー1号車のリアガラスにも、2014年以降に3人揃って描かれる等されていたが、「モバイルステーション号」は2014年11月23日の生放送をもって一代限りで退役[注 45]、その後ミミー1号が2019年春に更新されて以降は殆ど使用されておらず[注 46]、2023年に会社自体のロゴマークが変更されて以降は、ラジオ番組「塚原まきこの福ミミらじお」の動画配信時に使用されるホワイトボードのアイコンや、「土曜だ!!江越だ!?」のリスナープレゼント送付時の添え状を除き全く使用されず、公式サイトも閉鎖されている。

## 関連施設
- RKKルーデンステニスクラブ（テニススクール、熊本市東区画図町下無田烏ヶ江）
- 熊日RKK住宅展（熊本日日新聞社との共催による総合住宅展示場、熊本市東区御領）

## 関連会社
- 株式会社RKKメディアプランニング（略称RMP）
- 株式会社エヌ・アイ・ケー
- 熊本産業文化振興株式会社（グランメッセ熊本の指定管理業者）
- 株式会社RKKムーブ